# Angoulême
Angoulême est une commune française, préfecture du département de la Charente, en région Nouvelle-Aquitaine.
Établie sur un éperon dominant un méandre de la Charente et les confluents de celle-ci avec la Touvre et l'Anguienne, la ville est surnommée le balcon du Sud-Ouest. La commune compte moins de 50 000 habitants (41 970 en 2013), mais elle est le centre d'une agglomération rassemblant près de 110 000 habitants (107 652 en 2012, au 60e rang des plus grandes agglomérations en France) au sein d'une conurbation qui s'étend sur une quinzaine de kilomètres d'est en ouest. Angoulême fait aussi partie d'une communauté d'agglomération appelée GrandAngoulême comportant plus de 140 000 habitants en 2017.
Ancienne capitale de l'Angoumois sous l'Ancien Régime, Angoulême a longtemps été une place forte convoitée en raison de sa position de carrefour de voies de communication importantes, et a subi de nombreux sièges. De son passé tumultueux, la cité, juchée sur son éperon rocheux et reconnue ville d'art et d'histoire, a hérité d'un remarquable patrimoine historique, religieux et urbain qui attire de nombreux visiteurs et touristes de passage.
Aujourd'hui, Angoulême occupe le centre d'une agglomération demeurant parmi les plus industrialisées entre Loire et Garonne (industrie papetière établie au XVIe siècle, fonderie et électromécanique développées à une période plus récente). C'est également une ville commerciale et administrative, dotée d'un centre universitaire, et d'une vie culturelle remarquablement animée. Celle-ci est dominée par le célèbre Festival international de la bande dessinée qui contribue largement au renom international de la cité, ainsi que par le Festival du film francophone et le Circuit des remparts.

## Géographie

### Localisation
Angoulême est au centre du département de la Charente, à 110 km au nord de Bordeaux à vol d'oiseau, et à 100 km de l'océan Atlantique. Elle est aussi à une centaine de kilomètres de La Rochelle, Poitiers, Limoges, moins d'une centaine de kilomètres de Périgueux et Saintes.
Angoulême, ville acropole, est située sur un éperon calcaire, appelé localement le Plateau, et dominant une boucle de la Charente, limitée en amont par la confluence de la Touvre et en aval par celles de l'Anguienne et des Eaux Claires.

### Communes limitrophes
Les communes limitrophes sont La Couronne, Dirac, Fléac, Gond-Pontouvre, L'Isle-d'Espagnac, Puymoyen, Saint-Michel, Saint-Yrieix-sur-Charente et Soyaux.
| Saint-Yrieix-sur-Charente | Gond-Pontouvre | L'Isle-d'Espagnac |
| Fléac Saint-Michel        | Angoulême      | Soyaux            |
| La Couronne               | Puymoyen       | Dirac             |

### Géologie et relief

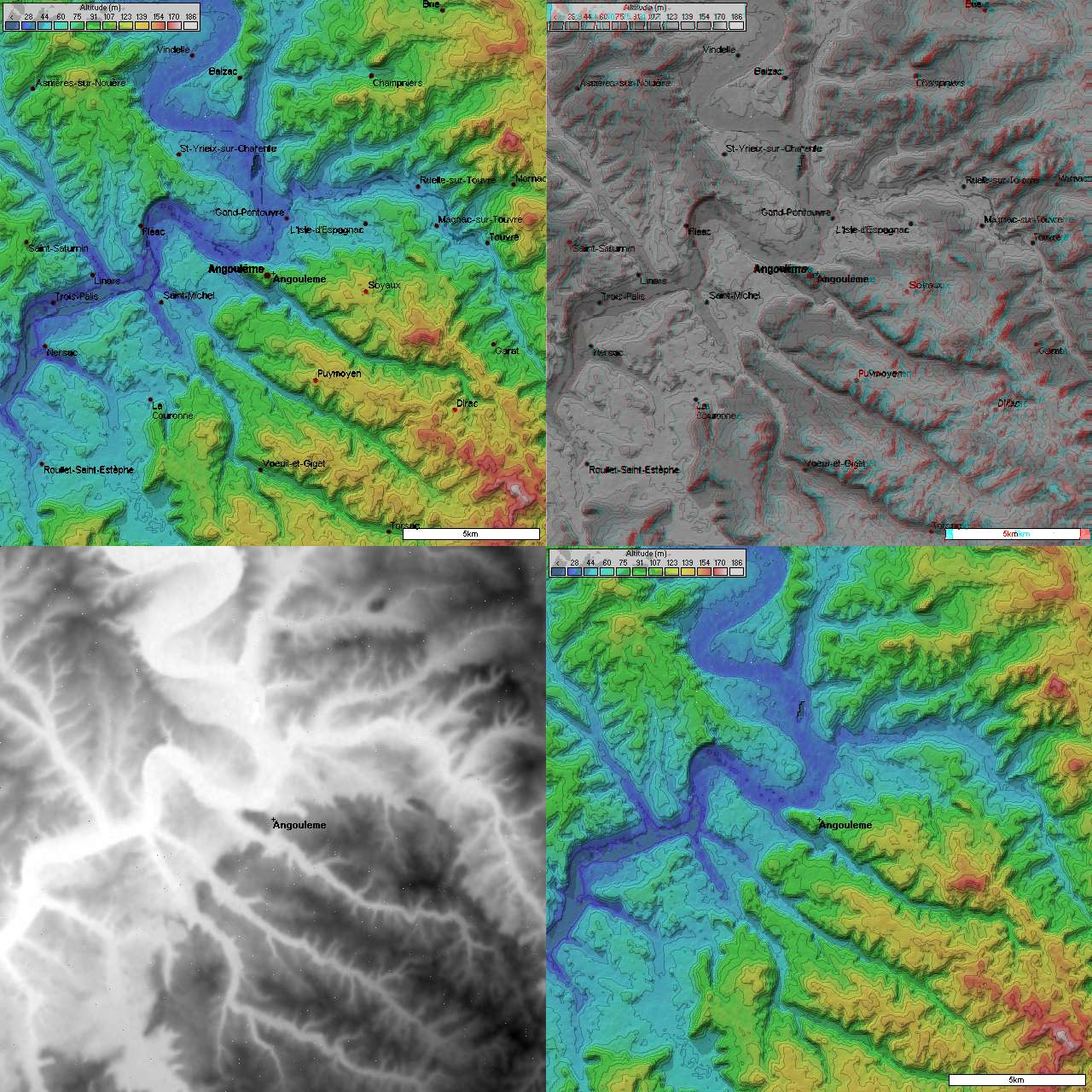
Topographie de la ville d'Angoulême.

Géologiquement, la commune appartient au Bassin aquitain, comme les trois quarts ouest du département de la Charente. Elle se trouve à environ 60 kilomètres au sud du seuil du Poitou, et à seulement une trentaine de kilomètres à l'ouest du Massif central (Charente limousine).
Le territoire communal se trouve dans le calcaire du Crétacé supérieur qui occupe la moitié sud du département de la Charente, non loin du Jurassique qui commence au Gond-Pontouvre.
Le crétacé le plus ancien, le Cénomanien, occupe les zones relativement basses (l'Houmeau, hauteurs de Saint-Cybard, Sillac), à une altitude moyenne de 50 m.
La ville s'est établie sur le plateau (altitude 100 m) qui domine à pic la boucle du fleuve Charente, une formation du Turonien (appelé aussi Angoumien) qui forme un plateau découpé de vallées parallèles ainsi qu'une cuesta faisant face au nord qui se prolonge vers La Couronne à l'ouest et Garat vers l'est.
Ce plateau calcaire comporte des cavités naturelles réaménagées par l'homme sous forme de trois à quatre étages de caves dont certaines comportent des silos à grains antiques.
La vallée de la Charente est occupée par des alluvions anciennes et récentes, ce qui a donné une terre riche pour l'agriculture et quelques sablières. Ces alluvions se sont déposées successivement lors du Quaternaire dans l'intérieur des deux méandres du fleuve que sont Basseau et Saint-Cybard. On trouve les alluvions les plus anciennes dans la plaine de Basseau, et elles atteignent une hauteur relative de 25 m,.
La partie ancienne de la ville est bâtie sur le plateau, éperon rocheux créé par les vallées de l'Anguienne et de la Charente, culminant à une altitude de 102 mètres, alors que la berge du fleuve est à 27 mètres. Angoulême est caractérisé par la présence de ses remparts sur un à-pic de 80 mètres.
Le plateau de Ma Campagne, au sud de la vieille ville, offre à peu près les mêmes caractéristiques et culmine à 109 m dans le bois de Saint-Martin. Ce plateau aussi allongé sépare la vallée des Eaux Claires, qui fait la limite sud de la commune, de celle de l'Anguienne, qui est parallèle.
Ces deux plateaux surplombent à leurs extrémités occidentales la vallée de la Charente et les quartiers périphériques que sont l'Houmeau, Basseau, Sillac… Le plateau d'Angoulême est le prolongement nord-ouest de celui de Soyaux. Au nord du plateau s'étendent l'Houmeau, le quartier de la gare et celui de la Grand-Font qui sont le long d'une petite vallée, aussi affluent de la Charente, la Vimière, mais plus dégagée côté nord (vers Gond-Pontouvre et L'Isle-d'Espagnac) que celle de l'Anguienne au sud.
La commune d'Angoulême culmine à une altitude de 133 m, près de Peusec, situé au sud-est sur la limite avec Puymoyen. Le point le plus bas est à 27 m, situé le long de la Charente à Basseau.

### Panorama de la ville

Panorama d'Angoulême, vu de Saint-Martin.

### Hydrographie

#### Réseau hydrographique

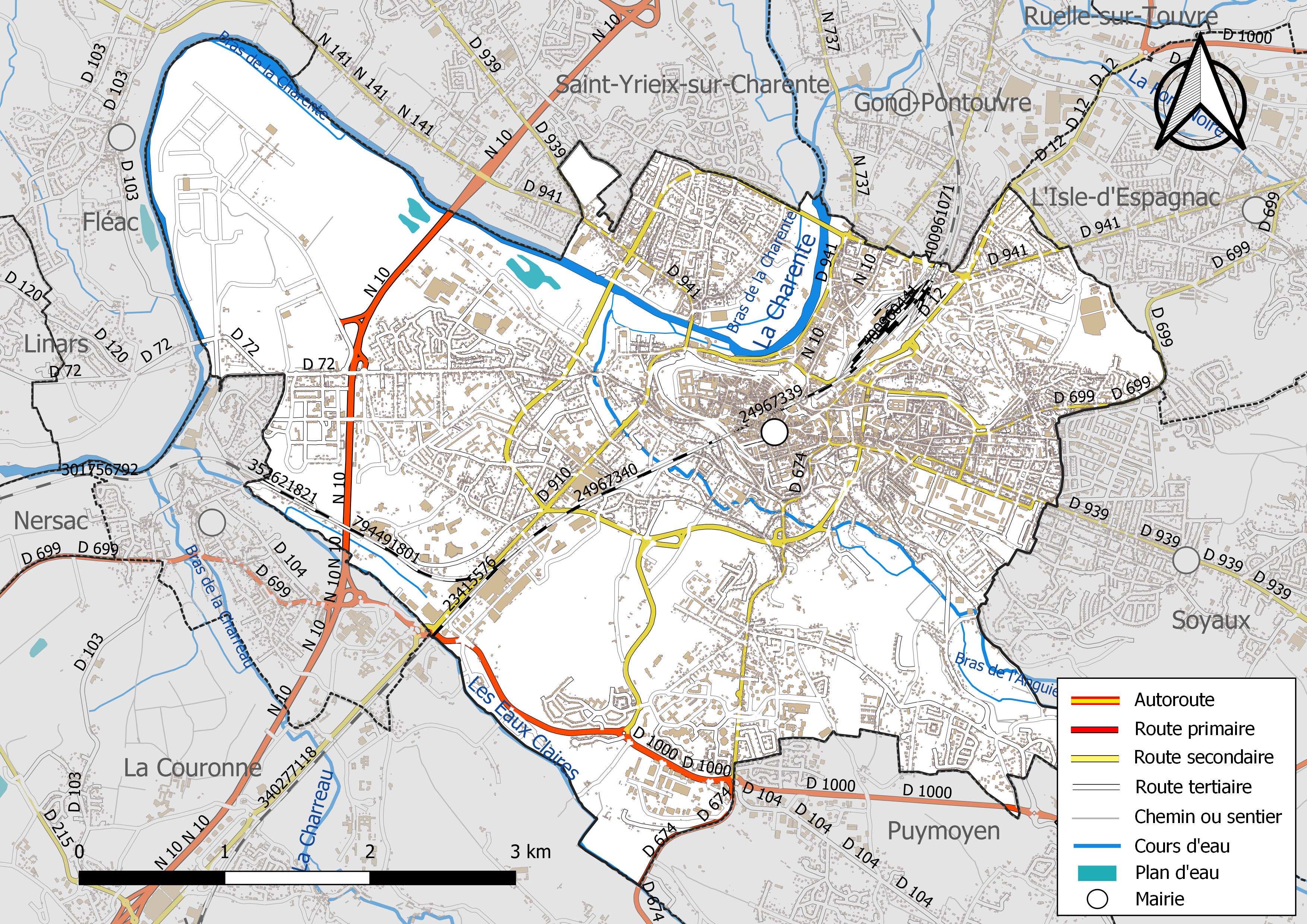
Réseaux hydrographique et routier d'Angoulême.

La commune est située dans  le bassin versant de la Charente au sein  du Bassin Adour-Garonne. Elle est drainée par la Charente, l'Anguienne, les Eaux Claires, un bras de la Charente, un bras de la Charente, un bras de la Charente, un bras de la Charente, un bras de l'Anguienne, un bras de l'Anguienne, un bras de l'Anguienne, le ruisseau de Lunesse et par deux petits cours d'eau, qui constituent un réseau hydrographique de 18 km de longueur totale,.
La Charente, d'une longueur totale de 381,4 km, prend sa source dans la commune de Chéronnac et se jette  dans le Golfe de Gascogne, après avoir traversé 117 communes. Elle fait dans la commune deux méandres. La commune est principalement située sur la rive gauche, et trois ruisseaux affluents sur cette rive arrosent aussi la commune.
L'Anguienne, d'une longueur totale de 4 km, prend sa source dans la commune de Dirac et se jette dans un bras de la Charente sur le territoire de la commune, après avoir traversé 4 communes. Elle traverse le sud de la ville.
Les Eaux Claires, d'une longueur totale de 13,7 km, prend sa source dans la commune de Torsac et se jette dans la Charente à Fléac, après avoir traversé 7 communes. Elle fait la limite d'Angoulême, entre Clairgon et Saint-Michel.
Un petit ruisseau aujourd'hui canalisé, la Vimière, naît à la Grand-Font et se jette dans la Charente à l'Houmeau.

#### Gestion des cours d'eau
Le territoire communal est couvert par le schéma d'aménagement et de gestion des eaux (SAGE) « Charente ». Ce document de planification, dont le territoire correspond au bassin de la Charente, d'une superficie de 9 300 km2, a été approuvé le 19 novembre 2019. La structure porteuse de l'élaboration et de la mise en œuvre est l'établissement public territorial de bassin Charente. Il définit sur son territoire les objectifs généraux d’utilisation, de mise en valeur et de protection quantitative et qualitative des ressources en eau superficielle et souterraine, en respect des objectifs de qualité définis dans le troisième SDAGE  du Bassin Adour-Garonne qui couvre la période 2022-2027, approuvé le 10 mars 2022.

### Climat
Le climat est océanique de type aquitain. La station météorologique la plus proche est celle de La Couronne.
| Mois                                             | jan.         | fév.          | mars         | avril        | mai          | juin         | jui.         | août         | sep.         | oct.         | nov.         | déc.          | année     |
| ------------------------------------------------ | ------------ | ------------- | ------------ | ------------ | ------------ | ------------ | ------------ | ------------ | ------------ | ------------ | ------------ | ------------- | --------- |
| Température minimale moyenne (°C)                | 2,3          | 2,2           | 4,1          | 6            | 9,7          | 12,5         | 14           | 13,6         | 10,8         | 8,8          | 4,9          | 2,9           | 7,7       |
| Température moyenne (°C)                         | 5,7          | 6,5           | 9,2          | 11,4         | 15,3         | 18,5         | 20,6         | 20,3         | 17,2         | 13,9         | 8,8          | 6,2           | 12,8      |
| Température maximale moyenne (°C)                | 9,1          | 10,7          | 14,2         | 16,8         | 20,9         | 24,5         | 27,2         | 27,1         | 23,6         | 18,9         | 12,8         | 9,6           | 18        |
| Record de froid (°C) date du record              | −17 16.1985  | −14,6 08.1991 | −11 02.2005  | −4 09.1977   | −1 07.1979   | 1,5 05.1976  | 5 03.1980    | 4 31.2010    | 0,5 21.1977  | −3,9 26.2003 | −8,3 22.1993 | −11,5 31.1996 | −17 1985  |
| Record de chaleur (°C) date du record            | 18,3 01.2023 | 25,6 27.2019  | 26,7 20.2005 | 30,4 30.2005 | 33,8 30.2001 | 39,5 18.2022 | 40,8 10.1991 | 41,1 04.2003 | 37,3 04.2023 | 31 02.2011   | 24,6 08.2015 | 19,3 07.2000  | 41,1 2003 |
| Ensoleillement (h)                               | 80           | 122,2         | 164          | 191,4        | 216,1        | 267,7        | 262,2        | 236,7        | 218,8        | 149,8        | 88,9         | 91,8          | 2 089,3   |
| Précipitations (mm)                              | 74,3         | 59,8          | 62,2         | 73           | 76           | 63,8         | 57,9         | 51,8         | 64,5         | 81,1         | 89,5         | 89,3          | 843,2     |
| dont nombre de jours avec précipitations ≥ 1 mm  | 12,5         | 9,6           | 10,3         | 11,4         | 11,5         | 8,5          | 7,7          | 7,2          | 8,4          | 11,6         | 11,5         | 12,3          | 122,5     |
| dont nombre de jours avec précipitations ≥ 5 mm  | 5,3          | 4,1           | 4,4          | 5            | 5,4          | 3,9          | 3,2          | 3,1          | 4,3          | 5,8          | 6,2          | 6,5           | 57,1      |
| dont nombre de jours avec précipitations ≥ 10 mm | 2            | 1,7           | 1,6          | 2,1          | 2,3          | 1,9          | 1,7          | 1,6          | 2,1          | 2,7          | 3,1          | 3,1           | 25,9      |

| Ville             | Ensoleillement · (h/an) | Pluie · (mm/an) |
| ----------------- | ----------------------- | --------------- |
| Médiane nationale | 1 852                   | 835             |
| Angoulême         | 2 089                   | 843             |
| Paris             | 1 717                   | 634             |
| Nice              | 2 760                   | 791             |
| Strasbourg        | 1 747                   | 636             |
| Brest             | 1 555                   | 1 230           |
| Bordeaux          | 2 070                   | 987             |

## Urbanisme

### Typologie
Au 1er janvier 2024, Angoulême est catégorisée centre urbain intermédiaire, selon la nouvelle grille communale de densité à 7 niveaux définie par l'Insee en 2022.
Elle appartient à l'unité urbaine d'Angoulême, une agglomération intra-départementale dont elle est ville-centre,. Par ailleurs la commune fait partie de l'aire d'attraction d'Angoulême, dont elle est la commune-centre,. Cette aire, qui regroupe 94 communes, est catégorisée dans les aires de 50 000 à moins de 200 000 habitants,.

### Occupation des sols

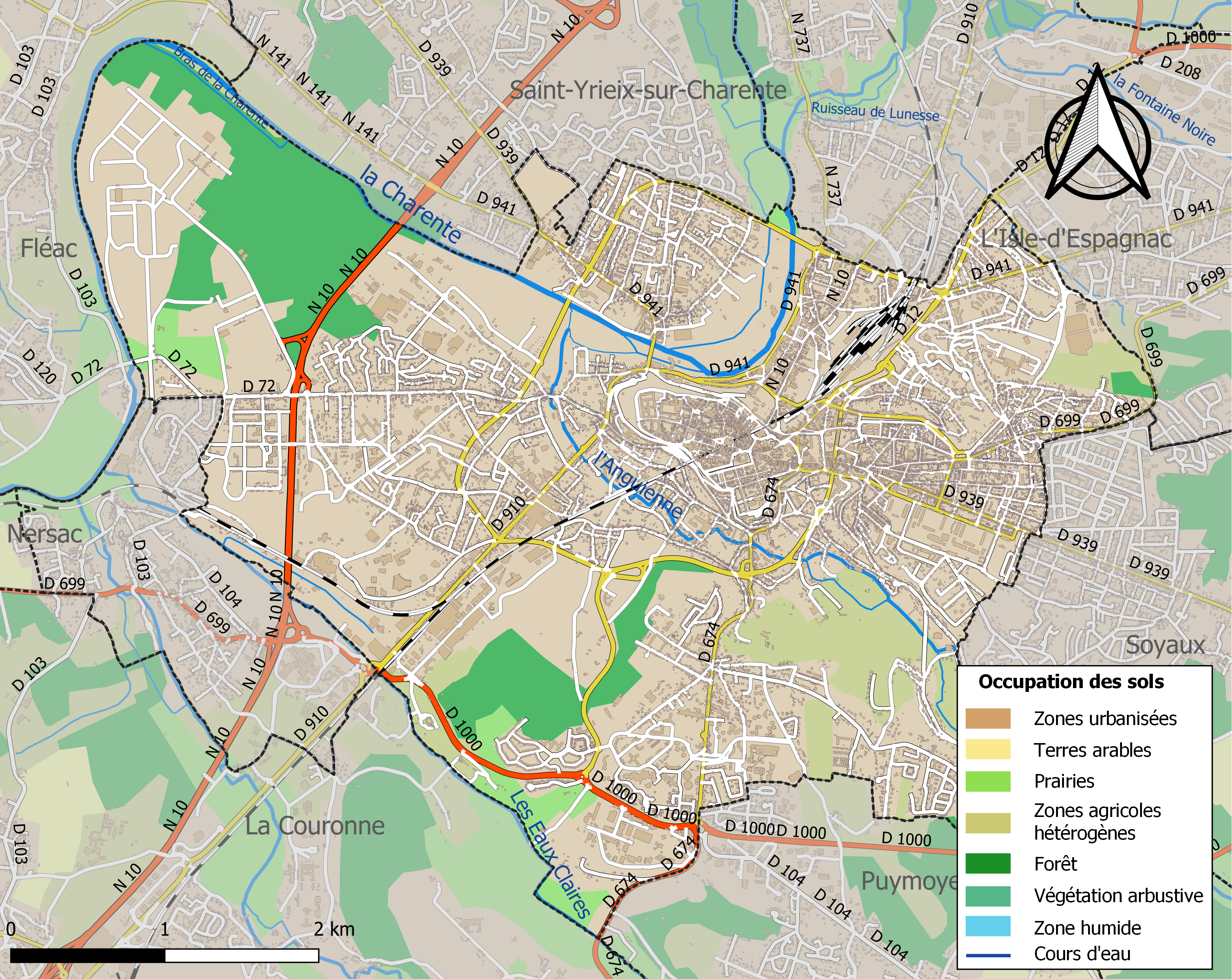
Carte des infrastructures et de l'occupation des sols de la commune en 2018 (CLC).

L'occupation des sols de la commune, telle qu'elle ressort de la base de données européenne d’occupation biophysique des sols Corine Land Cover (CLC), est marquée par l'importance des territoires artificialisés (80,9 % en 2018), en augmentation par rapport à 1990 (75,8 %). La répartition détaillée en 2018 est la suivante : zones urbanisées (56,5 %), zones industrielles ou commerciales et réseaux de communication (16,4 %), forêts (9,7 %), espaces verts artificialisés, non agricoles (8 %), zones agricoles hétérogènes (6,7 %), prairies (2,6 %). L'évolution de l’occupation des sols de la commune et de ses infrastructures peut être observée sur les différentes représentations cartographiques du territoire : la carte de Cassini (XVIIIe siècle), la carte d'état-major (1820-1866) et les cartes ou photos aériennes de l'IGN pour la période actuelle (1950 à aujourd'hui).

### Quartiers

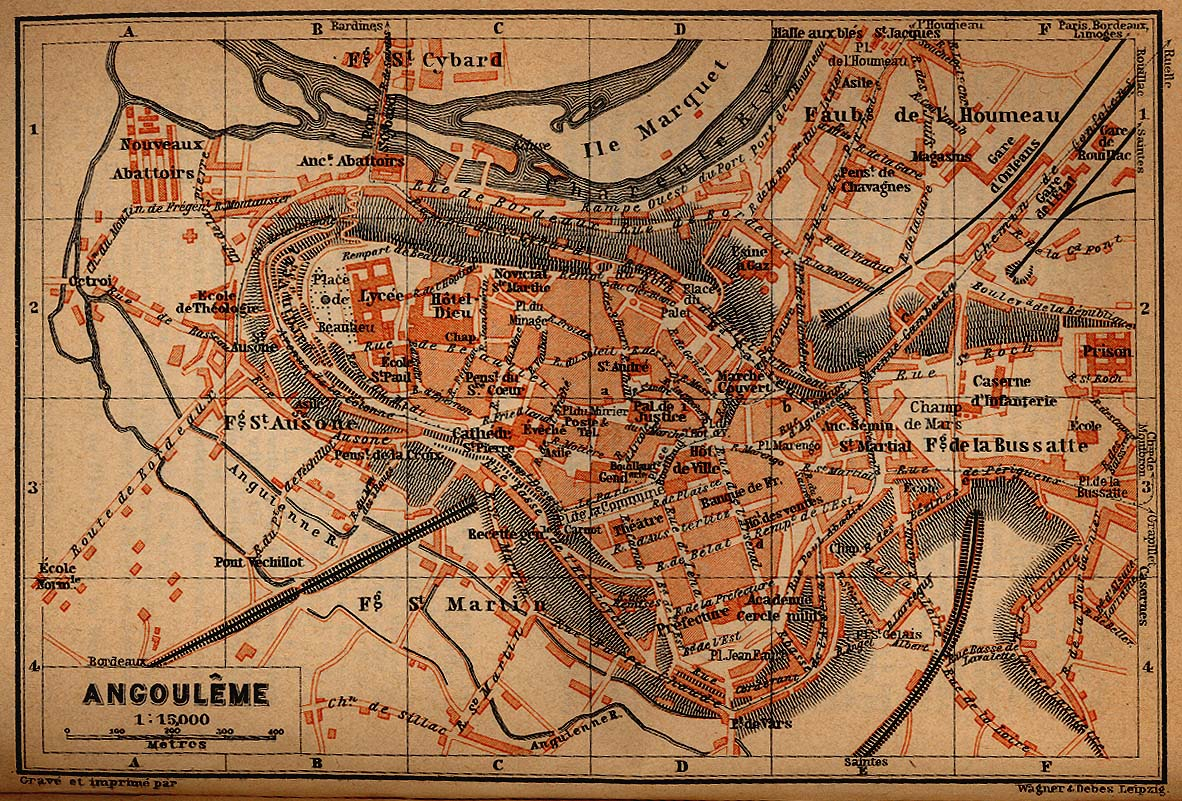
Plan d'Angoulême en 1914.

Le vieil Angoulême est la partie ancienne, entre le rempart et le centre-ville aux ruelles tortueuses et petites places.
Le centre-ville, situé aussi sur le plateau, a été dépeint par Honoré de Balzac dans Illusions perdues : « en haut la noblesse et le pouvoir ». Château, mairie, préfecture, cathédrale et riches demeures s'y côtoient. Mais contrairement au vieil Angoulême, l'ensemble du centre-ville a été très remanié au XIXe siècle.
Autour, les anciens faubourgs étaient au nombre de cinq, l'Houmeau, Saint-Cybard, Saint-Martin, Saint-Ausone et la Bussatte. Le quartier de l'Houmeau est quant à lui désigné sous la plume de Balzac par « en bas le commerce et l'argent » ; car ce quartier vivait du commerce, des bateliers et de leurs gabares. Le port de l'Houmeau fut créé en 1280 sur la rive gauche du fleuve, au pied du plateau. Il marquait le début de la partie navigable, qui allait d'Angoulême à la mer.
Saint-Cybard, sur la rive droite de la Charente, s'est créé près de l'abbaye de Saint-Cybard située sur l'autre rive puis est devenu un quartier industriel et ouvrier avec ses papeteries, en particulier Le Nil.
Saint-Martin, Saint-Ausone, est un quartier formé de deux anciennes paroisses à l'extérieur des remparts.
La Bussatte dont le Champ de Mars est une esplanade transformée aujourd'hui en centre commercial, jouxte Saint-Gelais.
Aujourd'hui, la ville compte quinze quartiers :
- Centre-ville ;
- Vieil Angoulême ;
- Saint-Ausone - Saint-Martin ;
- Saint-Gelais ;
- La Bussatte - Champ de Mars ;
- L'Houmeau ;
- Saint-Cybard ;
- Victor-Hugo, Saint-Roch est marqué par la présence militaire ;
- Basseau est un quartier qui s'est créé au XIXe siècle avec le port de Basseau, les usines dont la poudrerie nationale en 1821 et la papeterie Laroche-Joubert en 1842, puis le pont en 1850 ;
- Sillac - la Grande-Garenne est à la fois pavillonnaire et construit d'ensembles HLM ;
- Bel-Air, la Grand Font est le quartier de la gare et de l'ensemble immobilier des années 1950 de la Grand Font ;
- La Madeleine, qui lui est proche, a été totalement reconstruit après les bombardements de 1944 ;
- Ma Campagne est une zone détachée de la commune de Puymoyen en 1945[21] et construite en habitat collectif à partir de 1972 ;
- Le Petit Fresquet, lui aussi détaché de Puymoyen, est semi-rural.
- Frégeneuil est dans le même cas.

### Voies de communication et transports

#### Réseau routier
Angoulême se trouve au croisement d'un important axe nord-sud, la N 10 Paris-Bayonne, et de l'axe est-ouest Limoges-Saintes, la N 141 route Centre-Europe Atlantique. Angoulême est aussi reliée à Périgueux par la D939, à Saint-Jean-d'Angély par la D939 et à Libourne par la D674.

#### Transport ferroviaire
La ville comporte une gare et est desservie par la LGV Sud Europe Atlantique.
La ligne Paris-Bordeaux, empruntée majoritairement par des TGV, passe par la gare d'Angoulême (devenue le seul arrêt LGV de la Charente, depuis la suppression de la desserte LGV de Ruffec) et le TER Angoulême-Saintes assure les correspondances.
La gare est située dans le quartier de l'Houmeau. Une passerelle enjambe depuis mai 2019 ses quais.

Carte du réseau de bus du GrandAngoulême

#### Transports urbains
Le réseau de bus est la STGA (Société de transport du Grand Angoulême).
Depuis septembre 2019, Angoulême est dotée de deux lignes de BHNS.

#### Transport aérien
Angoulême est desservie par l'aéroport international Angoulême-Cognac
(code AITA : ANG). Code OACI : LFBU. Cet aéroport a deux pistes, dont une revêtue de 1 860 m.
L'aéroport est situé à Brie-Champniers, à une dizaine de kilomètres au nord d'Angoulême.
Ryanair, la compagnie à bas coût irlandaise, reliait Angoulême à Londres depuis le 1er avril 2008, ce qui desservait bien la forte population britannique vivant en Charente, 4e département de France en nombre de résidents de cette provenance, juste derrière Paris, la Dordogne et les Alpes-Maritimes. Depuis 2010 cette compagnie ne dessert plus l'aéroport.
Un aéro-club y est présent et est un de ceux les plus actifs de la région avec une flotte importante et diversifiée de huit appareils (sept avions et un ULM) de deux ou quatre places, et plus de 150 licenciés.

#### Transport fluvial
Par l'eau, même si actuellement le fleuve Charente n'est plus utilisé que pour le tourisme, il a été voie de communication et surtout de transport de marchandises jusqu'au XIXe siècle et le port de l'Houmeau a été très actif.

### Risques majeurs
Le territoire de la commune d'Angoulême est vulnérable à différents aléas naturels : météorologiques (tempête, orage, neige, grand froid, canicule ou sécheresse), inondations, mouvements de terrains et séisme (sismicité faible). Il est également exposé à un risque technologique, le transport de matières dangereuses. Un site publié par le BRGM permet d'évaluer simplement et rapidement les risques d'un bien localisé soit par son adresse soit par le numéro de sa parcelle.

#### Risques naturels
La commune fait partie du territoire à risques importants d'inondation (TRI) Saintes-Cognac-Angoulême, regroupant 46 communes concernées par un risque de débordement du fleuve Charente (34 en Charente et 12 en Charente-Maritime), un des 18 TRI qui ont été arrêtés fin 2012 sur le bassin Adour-Garonne. Les événements antérieurs à 2014 les plus significatifs sont les crues de l'hiver 1779, de 1842, de 1859, du 9 décembre 1882 du 19 février 1904, du 10 janvier 1961, de mars-avril 1962, du 24 décembre 1982 et du 8 janvier 1994. Des cartes des surfaces inondables ont été établies pour trois scénarios : fréquent (crue de temps de retour de 10 ans à 30 ans), moyen (temps de retour de 100 ans à 300 ans) et extrême (temps de retour de l'ordre de 1 000 ans, qui met en défaut tout système de protection). La commune a été reconnue en état de catastrophe naturelle au titre des dommages causés par les inondations et coulées de boue survenues en 1982, 1983, 1999, 2012 et 2021,.

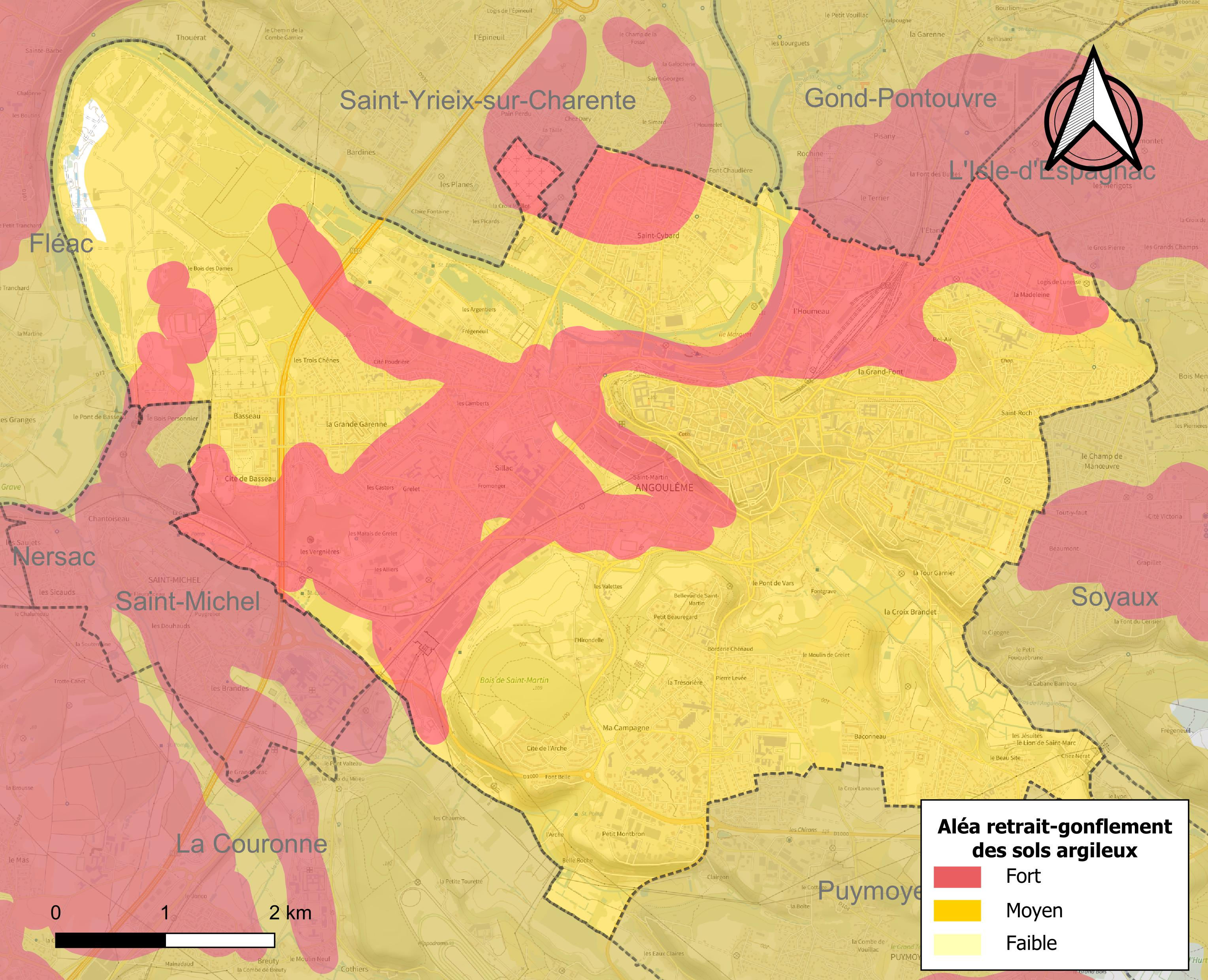
Carte des zones d'aléa retrait-gonflement des sols argileux d'Angoulême.

Les mouvements de terrains susceptibles de se produire sur le territoire de la commune sont des éboulements, chutes de pierres et de blocs et des glissements de terrain.
Le retrait-gonflement des sols argileux est susceptible d'engendrer des dommages importants aux bâtiments en cas d’alternance de périodes de sécheresse et de pluie. 99,5 % de la superficie communale est en aléa moyen ou fort (67,4 % au niveau départemental et 48,5 % au niveau national). Sur les 11 781 bâtiments dénombrés sur le territoire de la commune en 2019, 11 781 sont en aléa moyen ou fort, soit 100 %, à comparer aux 81 % au niveau départemental et 54 % au niveau national. Une cartographie de l'exposition du territoire national au retrait gonflement des sols argileux est disponible sur le site du BRGM,.
Par ailleurs, afin de mieux appréhender le risque d’affaissement de terrain, l'inventaire national des cavités souterraines permet de localiser celles situées sur le territoire de la commune.
Concernant les mouvements de terrains, la commune a été reconnue en état de catastrophe naturelle au titre des dommages causés par la sécheresse en 1989, 1992, 1998, 2003, 2009, 2010, 2011 et 2017 et par des mouvements de terrain en 1999 et 2021.

#### Risques technologiques
Le risque de transport de matières dangereuses dans la commune est lié à sa traversée par une ou des infrastructures routières ou ferroviaires importantes ou la présence d'une canalisation de transport d'hydrocarbures. Un accident se produisant sur de telles infrastructures est susceptible d’avoir des effets graves sur les biens, les personnes ou l'environnement, selon la nature du matériau transporté. Des dispositions d’urbanisme peuvent être préconisées en conséquence.
https://www.ecologie.gouv.fr/politiques-publiques/risques-technologiques-directive-seveso-loi-risques

## Toponymie
Le nom de la ville est attesté pour la première fois chez le poète Ausone dans une lettre à son disciple Tétrade, vers la fin du IVe siècle (vers 380 – 390) sous la forme Iculisma ; on trouve aussi à peine plus tard Eculisna, civitas Ecolismensium vers 400,, Ecolisima (sur une monnaie mérovingienne), Ecolisina et Aquilisima en 511, Ecolisna et Ecolisina dans le même texte, l'Histoire des Francs de Grégoire de Tours au VIe siècle, Egolisina au Xe siècle, Equalisma, Engolma, Egolesma, Engolisma,, Engolesme fin XIIe siècle. L'évolution du c en g et la nasalisation de la consonne initiale n'apparaissent donc que tardivement, autour de l'an mil.
Ce nom est resté longtemps incompris, ce qui a engendré diverses tentatives d'explications étymologiques, sans rapport avec les formes anciennes bien attestées, et peu probables phonétiquement :
- Elle serait issue d'incolumissima « très saine et sûre », or, il n'y a aucune trace d'un [n] dans les formes les plus anciennes et pas de trace d'un groupe [mi] non plus.
- Elle serait une altération d'In collisnâ qui signifierait « sur la partie supérieure de la colline »[41]. Or, un toponyme n'est jamais formé à partir de la préposition latine in ; quant au mot colline en français, il passe pour un emprunt à l'italien collina à l'époque de la Renaissance (attesté pour la première fois en 1555)[42]. En outre, le suffixe -isnâ n'a pas servi à produire des dérivés à partir de mots latins et on ignore même s'il existe. Enfin, les altérations indépendantes des évolutions phonétiques régulières se produisent sous l'effet de l'analogie ou plus précisément de l'étymologie populaire, c'est-à-dire l'analogie avec d'autres noms semblables et fréquents dans la région ou la tentative de relier le toponyme à un terme faisant sens.

Quelques hypothèses mieux fondées ont été proposées :
- L'identification de la forme primitive comme étant Eculisna, puis l'alternance des formes anciennes en -isna et -isma conduit Ernest Nègre à préférer les premières en -isna. Le premier élément serait Ecul-. Selon lui, on ne saurait ni affirmer de la celticité de ces deux éléments, ni de leur sens. L'altération en *Angulisma aurait été causée par l'attraction paronymique du nom de personne germanique Angelisma, dont l'existence est confirmée par Marie-Thérèse Morlet[35].
- On peut cependant reconnaître un suffixe -isma dans la forme la plus anciennement attestée, qui représenterait une évolution du suffixe surperlatif gaulois -isama[37] que l'on retrouve dans le nom de la divinité gauloise Belisama, très fréquent en toponymie dans les types toponymiques Blesme, Bellême, etc., dont l'évolution de la finale -esme, -ême est semblable à celle d'Angoulême[Note 2],[43]. Dans cette perspective, le premier élément Icul- / Ecol- peut-être rapproché du radical gaulois ico/eco signifiant « eau, source » avec un caractère sacré : on connaît notamment par une dédicace le nom de la déesse Icauna à l'origine du nom de l'Yonne[44]. Avec le suffixe superlatif -isma, Iculisma serait donc « la bien arrosée »[41].

Cette dernière hypothèse est confirmée par un rapprochement proposé récemment par Pierre-Henri Billy entre le nom de la ville et le nom de l'Anguienne, le ruisseau dont la vallée longe au sud l'éperon sur lequel Angoulême est installée. Appelée fluvium Inguine au XIe siècle, puis Enguena au XIIe siècle, Pierre-Henri Billy analyse ce nom comme formé du radical eco- ou ico- et du suffixe hydronymique -enna, ce qui aboutirait à une forme initiale *Equenna. Une évolution identique à celle ayant affecté le nom de la ville aurait alors abouti à Enguena. Le nom de la ville serait formé sur celui du ruisseau avec ajout du suffixe superlatif -isama : *Equennisama> *Equennisma, qui aurait ensuite évolué en *Equelisma par dissimilation consonantique, puis Iculisma.
Le nom d'Angoulême renverrait alors à « la très sacrée Icauna », déesse des sources, lesquelles sont effectivement nombreuses à la base du plateau sur lequel la ville est installée (sources alimentant l'Anguienne en particulier).
À l'époque de la Révolution française, la ville est connue sous l'appellation transitoire de Montagne-Charente,.
- Le quartier de la Bussatte tiendrait son nom du bas latin buxetta / buxettum qui signifie « lieu planté de buis », équivalent des Boissay de langue d'oïl.
- Le quartier de l'Houmeau aurait été un « petit orme » ou « ormeau » ; le terme est vraisemblablement issu du bas latin ulmellum.
- Sillac serait issu du bas latin Siliacum ce qui signifie que le village aurait été construit autour de la propriété (suffixe -acum) d'un gallo-romain nommé Silius[47].

Le nom de la ville en saintongeais est Engoulæme[réf. nécessaire].

## Histoire

Ancien logo jusqu'en 2015.

### Liste des maires

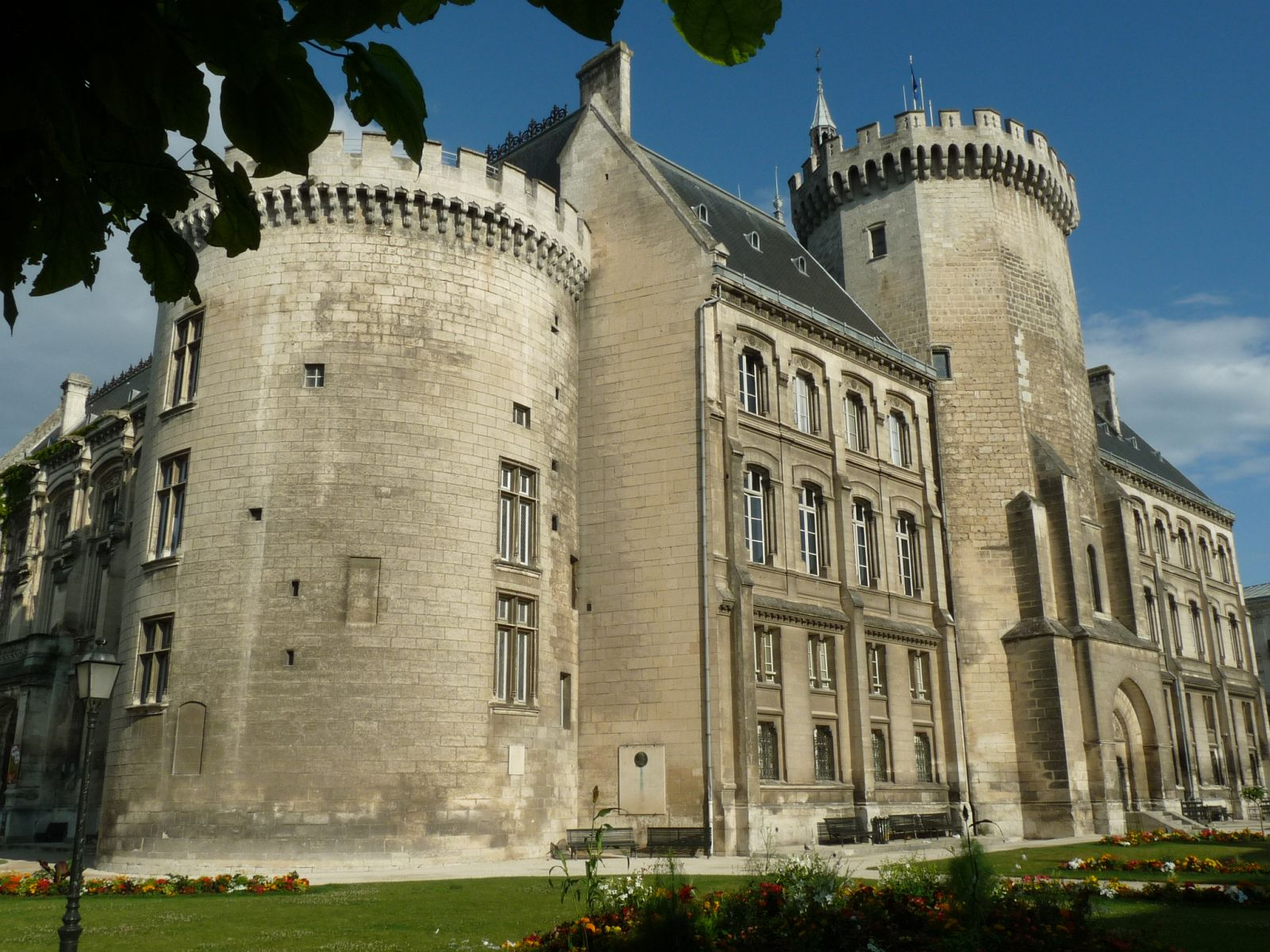
L'hôtel de ville.

## Politique et administration

### Tendances politiques et résultats

#### Récapitulatif de résultats électoraux récents
| Scrutin                       | 1er tour | 1er tour | 1er tour | 1er tour | 1er tour | 1er tour | 1er tour | 1er tour | 1er tour | 1er tour | 1er tour | 1er tour | 2d tour                                 | 2d tour                                 | 2d tour                                 | 2d tour                                 | 2d tour                                 | 2d tour                                 | 2d tour                                 | 2d tour                                 | 2d tour                                 |
| Scrutin                       | 1er      | 1er      | %        | 2e       | 2e       | %        | 3e       | 3e       | %        | 4e       | 4e       | %        | 1er                                     | 1er                                     | %                                       | 2e                                      | 2e                                      | %                                       | 3e                                      | 3e                                      | %                                       |
| ----------------------------- | -------- | -------- | -------- | -------- | -------- | -------- | -------- | -------- | -------- | -------- | -------- | -------- | --------------------------------------- | --------------------------------------- | --------------------------------------- | --------------------------------------- | --------------------------------------- | --------------------------------------- | --------------------------------------- | --------------------------------------- | --------------------------------------- |
| Municipales 2014              |          | UMP      | 30,71    |          | PS       | 25,48    |          | UDI      | 20,36    |          | FN       | 9,29     |                                         | UMP                                     | 60,14                                   |                                         | PS                                      | 39,86                                   | Pas de 3e                               | Pas de 3e                               | Pas de 3e                               |
| Européennes 2014              |          | UMP      | 20,92    |          | PS       | 18,38    |          | FN       | 16,95    |          | UDI      | 13,12    | Tour unique                             | Tour unique                             | Tour unique                             | Tour unique                             | Tour unique                             | Tour unique                             | Tour unique                             | Tour unique                             | Tour unique                             |
| Régionales 2015               |          | LR       | 35,77    |          | PS       | 26,60    |          | FN       | 16,19    |          | EELV     | 8,63     |                                         | PS                                      | 44,11                                   |                                         | LR                                      | 40,80                                   |                                         | FN                                      | 15,09                                   |
| Présidentielle 2017           |          | EM       | 26,69    |          | LFI      | 23,95    |          | LR       | 18,80    |          | FN       | 13,82    |                                         | EM                                      | 77,25                                   |                                         | FN                                      | 22,75                                   | Pas de 3e                               | Pas de 3e                               | Pas de 3e                               |
| Législatives 2017             |          | LREM     | 36,32    |          | LFI      | 13,17    |          | LR       | 12,75    |          | PS       | 9,64     |                                         | LREM                                    | 60,16                                   |                                         | LFI                                     | 39,84                                   | Pas de 3e                               | Pas de 3e                               | Pas de 3e                               |
| Européennes 2019              |          | LREM     | 24,05    |          | EELV     | 17,02    |          | RN       | 16,12    |          | PS       | 8,46     | Tour unique                             | Tour unique                             | Tour unique                             | Tour unique                             | Tour unique                             | Tour unique                             | Tour unique                             | Tour unique                             | Tour unique                             |
| Municipales 2020              |          | LDVD     | 52,68    |          | LVEC     | 21,96    |          | LDVG     | 14,63    |          | LDVG     | 8,45     | Commune entièrement pourvue au 1er tour | Commune entièrement pourvue au 1er tour | Commune entièrement pourvue au 1er tour | Commune entièrement pourvue au 1er tour | Commune entièrement pourvue au 1er tour | Commune entièrement pourvue au 1er tour | Commune entièrement pourvue au 1er tour | Commune entièrement pourvue au 1er tour | Commune entièrement pourvue au 1er tour |
| Régionales 2021               |          | LUC      | 27,29    |          | LUG      | 22,07    |          | LECO     | 19,05    |          | LRN      | 11,83    |                                         | LUG                                     | 31,95                                   |                                         | LUC                                     | 26,30                                   |                                         | LECO                                    | 21,73                                   |
| Présidentielle 2022           |          | LFI      | 31,90    |          | LREM     | 27,34    |          | RN       | 14,82    |          | EELV     | 6,15     |                                         | LREM                                    | 70,03                                   |                                         | RN                                      | 29,97                                   | Pas de 3e                               | Pas de 3e                               | Pas de 3e                               |
| Législatives 2022             |          | LFI-NUP  | 36,79    |          | ENS      | 29,00    |          | RN       | 10,49    |          | DVG      | 9,32     |                                         | LFI-NUP                                 | 54,25                                   |                                         | ENS                                     | 45,75                                   | Pas de 3e                               | Pas de 3e                               | Pas de 3e                               |
| Législatives partielles 2023, |          | LFI-NUP  | 42,82    |          | RE       | 33,59    |          | RN       | 8,94     |          | LR       | 4,71     |                                         | LFI-NUP                                 | 55,42                                   |                                         | RE                                      | 44,58                                   | Pas de 3e                               | Pas de 3e                               | Pas de 3e                               |
| Européennes 2024              |          | LRN      | 19,55    |          | LUG      | 19,30    |          | LFI      | 17,04    |          | LENS     | 13,74    | Tour unique                             | Tour unique                             | Tour unique                             | Tour unique                             | Tour unique                             | Tour unique                             | Tour unique                             | Tour unique                             | Tour unique                             |
| Législatives 2024             |          | LFI-NFP  | 43,74    |          | HOR      | 28,61    |          | RN       | 21,86    |          | LR       | 3,63     |                                         | LFI-NFP                                 | 46,60                                   |                                         | HOR                                     | 30,47                                   |                                         | RN                                      | 22,93                                   |

### Politique de développement durable
La ville a engagé une politique de développement durable en lançant une démarche d'agenda 21 en 2008.

### Politique environnementale
Dans son palmarès 2024, le Conseil national de villes et villages fleuris de France a attribué quatre fleurs à la commune.

### Cantons
Angoulême est divisée en trois cantons :
- le canton d'Angoulême-1, formé avec la commune de Fléac, il compte 18 435 habitants dont 14 727 Angoumoisins ;
- le canton d'Angoulême-2, également composé de la ville de L'Isle-d'Espagnac, celui-ci est peuplé par 19 042 habitants dont 13 528 Angoumoisins ;
- le canton d'Angoulême-3, incluant la localité de Soyaux, est habité par 23 121 habitants parmi lesquels 13 826 Angoumoisins.

### Intercommunalité
GrandAngoulême regroupe depuis le 1er janvier 2017, 38 communes au lieu de 16 auparavant au sein de l'ancienne Communauté d'agglomération du Grand Angoulême.
La population de l'agglomération est de 103 501 habitants en 2006, (102 368 en 1999). Celle-ci a évolué à 106 371 habitants en 2014, puis après la fusion, la nouvelle intercommunalité compte, d'après les relevés de 2015, 139 833 habitants.

### Budget et fiscalité
La fiscalité est d'un taux de 39,21 % sur le bâti, 76,9 % sur le non bâti, et 27,51 % pour la taxe d'habitation (chiffres 2018).
La communauté d'agglomération prélève 19,20 % de taxe professionnelle.
En 2017, selon le budget principal voté en mars 2015, le budget municipal global s'équilibre à 145 939 836 €. La ville disposait de 22 emprunts d'un montant global 63 236 222 € d'un taux moyen de 3.55 % pour une durée moyenne de cinq ans et trois mois. Le désendettement en 2017 fut de 1 043 417 €.
Rapportées au nombre de la population, les recettes réelles de fonctionnement se montent à 1 671,27 €/hab. et les dépenses à 1 492,66 €/hab.. L'encours de la dette est de 1 439,89 €/hab..
Angoulême a contracté quatre emprunts dont trois dit « toxiques » auprès de la banque Dexia.
Le premier signé en 2006 de 16 325 575 € courant jusqu'en 2024 à taux variable indexé sur la parité dollar-yen ; le second signé en 2007 de 15 524 429 € et le troisième de 12 994 927 €, tous deux indexés sur la parité euro-franc suisse. À eux seuls, ces trois emprunts toxiques constituent la moitié de la dette de la municipalité.
C'est pourquoi la ville s'est engagée dans une politique constante de désendettement qui donne de bons résultats puisque la dette est passée de 121 053 000 € en l'an 2000 (soit 2 613 €/hab.) à 88 149 000 € en 2006 (soit 1 953 €/hab.) puis à 72 602 000 € en 2013 (soit 1 635 €/hab.). En 2017, l'endettement tombe à 63 236 022 €.
Enfin, Angoulême a contesté les emprunts toxiques en 2012 pour « défaut de conseil », et « erreur dans le calcul des taux d'intérêt ». Le jugement rendu par le tribunal de Nanterre le 4 juillet 2014 a condamné la banque Dexia à rembourser la ville à hauteur de 3,4 millions d'euros. Toutefois, la loi rétroactive sur les emprunts toxiques du 29 juillet 2014 rend caduque toute contestation judiciaire des emprunts toxiques. Le 9 février 2016, un accord a été signé entre la mairie et l'ex banque Dexia qui permet, en échange d'une indemnité d'1,8 million d'euros versée à la banque Dexia, une renégociation des montants des remboursements des trois emprunts litigieux. Leurs taux flottants deviennent ainsi fixes.

### Jumelage et coopération
La ville est jumelée avec neuf autres villes à travers le monde :
- Bury (Royaume-Uni) depuis 1959 ;
- Chaves (Portugal) depuis 2017 ;
- Chicoutimi (Québec) depuis 1969 ;
- Guelendjik (Russie) depuis 1977 ;
- Hildesheim (Allemagne) depuis 1965 ;
- Hoffman Estates (États-Unis) depuis 1996 ;
- Ségou (Mali) depuis 1984 ;
- Turda (Roumanie) depuis 1994 ;
- Vitoria-Gasteiz (Espagne) depuis 1967.

## Démographie
Les habitants sont appelés les Angoumoisins et ses habitantes les Angoumoisines.

### Classement démographique
Par sa population, la ville d'Angoulême est de loin la première ville de la Charente avec 42 242 habitants au 1er janvier 2009.
Avec une superficie communale de 2 185 hectares, la densité de population s'élève à 1 940 habitants par km2, ce qui en fait la ville la plus densément peuplée de la Charente.
En 2008, l'unité urbaine d'Angoulême qui comprend 18 communes regroupe 109 553 habitants, et son aire urbaine, qui inclut 80 communes périurbaines situées dans la zone d'influence forte de la ville, compte 174 482 habitants.
Elle rassemble près de 110 000 habitants au sein d'une conurbation urbaine qui s'étend sur une quinzaine de kilomètres d'est en ouest, Angoulême est la commune la plus peuplée du département de la Charente et la 7e agglomération de Nouvelle-Aquitaine.
Son aire urbaine, forte de 178 650 habitants, est formée de 108 communes.
Ces différentes données font d'Angoulême la plus grande agglomération urbaine de la Charente ainsi que la première aire urbaine du département.

### Évolution démographique
L'évolution du nombre d'habitants est connue à travers les recensements de la population effectués dans la commune depuis 1793. Pour les communes de plus de 10 000 habitants les recensements ont lieu chaque année à la suite d'une enquête par sondage auprès d'un échantillon d'adresses représentant 8 % de leurs logements, contrairement aux autres communes qui ont un recensement réel tous les cinq ans,.
En 2022, la commune comptait 41 423 habitants, en évolution de −1,22 % par rapport à 2016 (Charente : −0,48 %, France hors Mayotte : +2,11 %).
Le maximum de la population a été atteint en 1962 avec 48 190 habitants.
| 1793   | 1800   | 1806   | 1821   | 1831   | 1841   | 1846   | 1851   | 1856   |
| ------ | ------ | ------ | ------ | ------ | ------ | ------ | ------ | ------ |
| 11 500 | 13 000 | 15 011 | 15 025 | 15 186 | 18 622 | 20 085 | 21 155 | 22 811 |

| 1861   | 1866   | 1872   | 1876   | 1881   | 1886   | 1891   | 1896   | 1901   |
| ------ | ------ | ------ | ------ | ------ | ------ | ------ | ------ | ------ |
| 24 961 | 25 116 | 25 928 | 30 513 | 32 567 | 34 647 | 36 690 | 38 068 | 37 650 |

| 1906   | 1911   | 1921   | 1926   | 1931   | 1936   | 1946   | 1954   | 1962   |
| ------ | ------ | ------ | ------ | ------ | ------ | ------ | ------ | ------ |
| 37 507 | 38 211 | 34 895 | 35 994 | 36 699 | 38 915 | 44 244 | 43 170 | 48 190 |

| 1968   | 1975   | 1982   | 1990   | 1999   | 2006   | 2011   | 2016   | 2021   |
| ------ | ------ | ------ | ------ | ------ | ------ | ------ | ------ | ------ |
| 47 822 | 47 221 | 46 197 | 42 876 | 43 171 | 42 096 | 41 776 | 41 935 | 41 086 |

| 2022   | - | - | - | - | - | - | - | - |
| ------ | - | - | - | - | - | - | - | - |
| 41 423 | - | - | - | - | - | - | - | - |

### Pyramide des âges
La population de la commune est relativement jeune.
En 2018, le taux de personnes d'un âge inférieur à 30 ans s'élève à 38,9 %, soit au-dessus de la moyenne départementale (30,2 %). À l'inverse, le taux de personnes d'âge supérieur à 60 ans est de 25,1 % la même année, alors qu'il est de 32,3 % au niveau départemental.
En 2018, la commune comptait 19 614 hommes pour 22 097 femmes, soit un taux de 52,98 % de femmes, légèrement supérieur au taux départemental (51,59 %).
Les pyramides des âges de la commune et du département s'établissent comme suit :
| Hommes | Classe d’âge | Femmes |
| ------ | ------------ | ------ |
| 0,8    | 90 ou +      | 2,1    |
| 6,7    | 75-89 ans    | 10,1   |
| 13,8   | 60-74 ans    | 16,3   |
| 17,4   | 45-59 ans    | 18,6   |
| 19,2   | 30-44 ans    | 16,8   |
| 25,6   | 15-29 ans    | 21,7   |
| 16,4   | 0-14 ans     | 14,4   |

| Hommes | Classe d’âge | Femmes |
| ------ | ------------ | ------ |
| 1      | 90 ou +      | 2,7    |
| 9,2    | 75-89 ans    | 12     |
| 20,6   | 60-74 ans    | 21,3   |
| 20,7   | 45-59 ans    | 20,3   |
| 16,8   | 30-44 ans    | 16     |
| 15,6   | 15-29 ans    | 13,4   |
| 16,1   | 0-14 ans     | 14,3   |

## Enseignement

### Écoles primaires

#### Écoles maternelles publiques
- école maternelle Alain-Fournier
- école maternelle Alfred-de-Vigny
- école maternelle Alphonse-Daudet
- école maternelle Auguste-Renoir
- école maternelle Charles-Péguy
- école maternelle Charles-Perrault
- école maternelle Comtesse-de-Ségur
- école maternelle Condorcet
- école maternelle Ferme des Valettes
- école maternelle Jean-de-la-Fontaine
- école maternelle Jean-Macé
- école maternelle Jean-Moulin
- école maternelle Pauline-Kergomard
- école maternelle Ronsard
- école maternelle Saint-Exupéry

#### Écoles élémentaires publiques
- école élémentaire Alain-Fournier
- école élémentaire Albert-Uderzo
- école élémentaire Cézanne Renoir
- école élémentaire Condorcet
- école élémentaire Émile-Roux
- école élémentaire Ferdinand-Buisson
- école élémentaire George-Sand
- école élémentaire Jean-Moulin
- école élémentaire Jules-Ferry
- école élémentaire Marie-Curie
- école élémentaire Mario-Roustan
- école élémentaire Paul-Bert
- école élémentaire René-Défarge
- école élémentaire Ronsard
- école élémentaire Victor-Duruy
- école élémentaire Victor-Hugo

#### Écoles primaires privées
- école privée maternelle et élémentaire Enfant Jésus
- école privée maternelle et élémentaire Sainte-Marthe-Chavagnes
- école privée maternelle et élémentaire Saint-Paul

### Collèges

#### Collège publics
- collège Anatole-France
- collège Jules-Michelet
- collège Jules-Verne
- collège Marguerite-de-Valois
- collège Michelle-Pallet
- collège Pierre-Bodet

#### Collèges privés
- collège Sainte-Marthe-Chavagnes
- collège Saint-Paul

### Lycées

#### Lycées publics
- lycée Charles-Coulomb : lycée d'enseignement général, technologique (séries STD2A, STI2D et STL) et professionnel (métiers du secteur industriel) ; DNMADE et BTS industriels
- lycée de l'image et du son d'Angoulême : lycée d'enseignement général (sections cinéma-audiovisuel et théâtre) ; DNMADE et BTS Audiovisuel
- Lycée Guez-de-Balzac : lycée d'enseignement général et technologique (série STMG) ; CPGE littéraires (A/L)
- lycée Marguerite-de-Valois : lycée d'enseignement général et technologique (séries STMG et ST2S) ; BTS tertiaires
- lycée Jean-Rostand : lycée professionnel des métiers de la mode et des services (CAP et baccalauréats professionnels)
- Lycée de Sillac : lycée professionnel des métiers du bâtiment (CAP et baccalauréats professionnels)
- lycée agricole de l'Oisellerie : lycée d'enseignement général, technologique (série STAV) et professionnel agricole ; BTS agricoles (situé en périphérie, dans la commune de La Couronne)
- lycée Jean-Albert-Grégoire : lycée professionnel des métiers du transport et de la logistique (CAP et baccalauréats professionnels) (situé en périphérie, dans la commune de Soyaux)
- lycée Jean-Caillaud : lycée professionnel des métiers de l'énergie, de la metallurgie et de la vente (CAP et baccalauréats professionnels) (situé en périphérie, dans la commune de Ruelle-sur-Touvre)

#### Lycées privés
- lycée privé Sainte-Marthe-Chavagnes : lycée d'enseignement général, technologique (séries STMG et ST2S) et professionnel (métiers du commerce et de la vente) ; BTS tertiaires
- lycée privé Saint-Paul : lycée d'enseignement général et technologique (série STL)
- lycée privé Saint-Joseph l'Amandier : lycée d'enseignement technologique (série STHR) et professionnel (métiers de l'hôtellerie-restauration et de la beauté) ; BTS hôtellerie-restauration (situé en périphérie, dans la commune de Saint-Yrieix-sur-Charente)

### Université

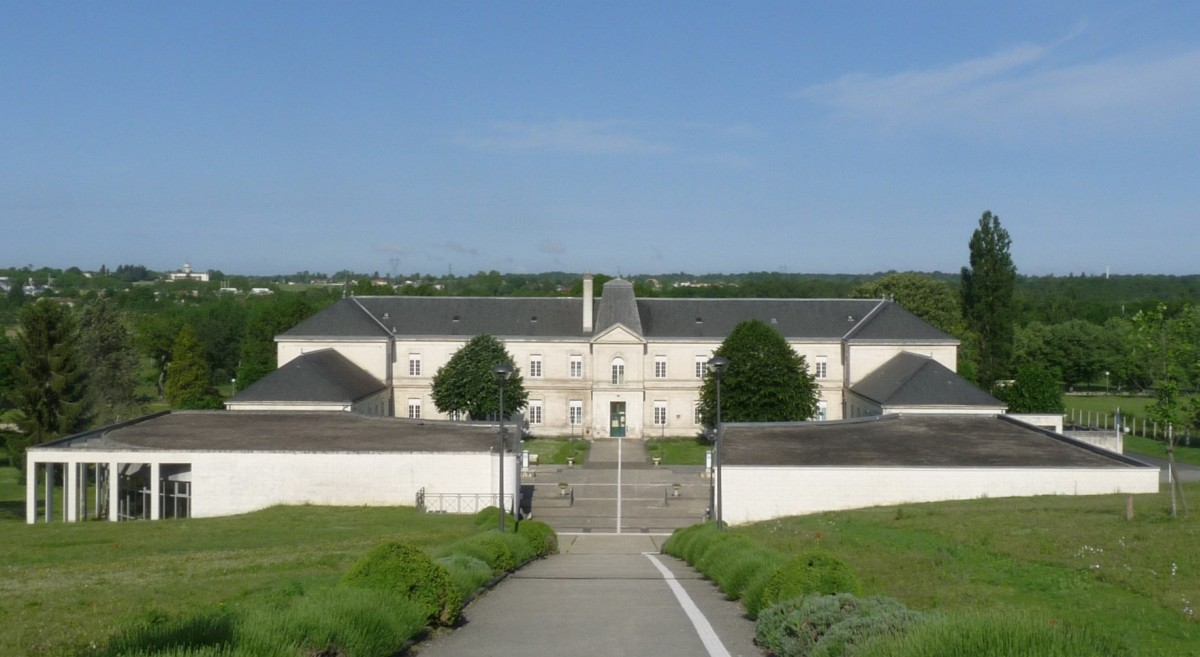
La faculté de droit installée à La Couronne.

Le Centre universitaire de la Charente, nommé Campus des Valois, est une antenne de l'université de Poitiers. Il rassemble :
- une faculté de droit et sciences sociales
- une faculté des sciences du sport
- le CEPE - IAE de Poitiers
- l'IUT d'Angoulême
- l'Université des spiritueux
- un site départemental de l'Institut national supérieur du professorat et de l'éducation (INSPÉ)

### Autres établissements
- Conservatoire Gabriel-Fauré dirigé par Jean Roger Prat Paranque. 56 professeurs, 40 disciplines et 1 500 élèves en 2020;
- Isfac : centre de formation dispensant 8 BTS en alternance ainsi que des formations à destination des entreprises ;
- CNAM : antenne du Conservatoire national des arts et métiers ;
- EMCA : École des métiers du cinéma d'animation ;
- EGC : École de gestion et de commerce ;
- CIFOP : centre de formation professionnelle de la Chambre de commerce et d'industrie d'Angoulême (commune de L'Isle-d'Espagnac) ;
- EIA : École d'ingénieur par l'apprentissage – CESI ;
- ENJMIN : École nationale du jeu et des médias interactifs numériques ;
- EESI : École européenne supérieure de l'image ;
- CREADOC : documentaire de création ;
- Aftral: Centre de formation par alternance dans le domaine du transport et de la logistique.

## Sports
- L'équipe féminine de handball du Angoulême Charente handball, issue de l'ancienne section handball du Sporting club d'Angoulême est en championnat de France de handball féminin de Nationale 1 lors de l'exercice 2023/2024 ;
- Le Soyaux Angoulême XV Charente, issu de la fusion en 2010 entre le SCA Rugby et le club voisin du Rugby club de Soyaux, qui évolue en Pro D2 pour la saison 2024/2025 au stade Chanzy ;
- L'Angoulême Charente FC est le club de football local. Il évolue aujourd'hui en National 2 au stade Lebon ;
- Le TTGF est le club de tennis de table d'Angoulême[78] ;
- L'ACA (Aviron Club Angoulême), basé à Bourgine ;
- Le G2A (Grand Angoulême Athlétisme)[79] Son équipe d'interclubs évolue en Nationale 1B (4e division nationale)[réf. nécessaire].
- Club Golf de l'Hirondelle. Situé entre le bois de Saint-Martin et Sillac, il doit son nom à la rue de l'Hirondelle qui autrefois en était la seule route d'accès.

## Santé
Toutes les spécialités médicales et paramédicales sont présentes.
- Le Centre hospitalier d'Angoulême, encore appelé hôpital de Girac, se trouve dans la commune de Saint-Michel[80] ;
- La clinique Saint-Joseph est la seule restant dans la commune d'Angoulême. Les autres cliniques (Victor-Hugo, Sainte-Marie, Saint-Cybard, etc.) se sont regroupées sur un seul site : le centre clinical de Soyaux.

## Médias

### Presse locale
- La Charente libre est le journal local du département. Il appartient au Groupe Sud Ouest ;
- Sud Ouest est le grand journal régional distribué dans les deux Charentes et en Aquitaine. Son siège est à Bordeaux. En 2021  Sud Ouest ferme l’agence charentaise pour garder seulement la distribution de La Charente libre. Seul reste un journaliste  Olivier Sarazin qui gère l’actualité du cognac.

### Radios locales
Plusieurs radios locales sont présentes sur Angoulême :
- Forum (94.1 FM) est une radio régionale basée à Orléans. Elle appartient au Groupe 1981 ;
- Mixx FM (94.7 FM) est une radio commerciale basée à Cognac qui émet en Charente et en Charente-Maritime ;
- RCF Charente (95.8 FM) est la radio du diocèse d'Angoulême. Elle s'appelait « Radio Accords » avant 1999, année où elle a intégré le réseau RCF ;
- Attitude (98.3 FM à Angoulême et 90.7 FM à Ruffec) est la radio associative d'Angoulême. Jusqu'en 2004, Elle s'appelait « Radio Quartier Orange » ;
- Alouette (99.7 FM) est une radio régionale émettant d'une partie de la Bretagne au Limousin. Ses studios se trouvent aux Herbiers, en Vendée ;
- France Bleu La Rochelle (101.5 FM) émet à Angoulême depuis 2001. Elle a remplacé Le Mouv' à la suite du « plan Bleu ».
- DMAXradio est une webradio située dans le quartier Saint-Martin[81].

Les autres radios musicales NRJ, Nostalgie, Fun Radio, RTL2, RFM, Virgin Radio, Skyrock… émettent en passif (programme parisien sans décrochage local). Les radio généralistes privées RTL (106.2 FM), Europe 1 (106.7 FM) et RMC (105.0 FM) sont présentes à Angoulême.

### Télévision
Angoulême dispose de trois émetteurs de télévision gérés par l'opérateur TDF : Le Four Lachaux à Saint-Saturnin (il couvre la ville ainsi qu'une bonne partie à l'ouest d'Angoulême), Petit Beauregard au sud de l'agglomération et la Grand Font couvrant l'Est angoumoisin. Les trois diffusent notamment France 3 Poitou-Charentes et France 3 Pays de la Loire.

## Cultes

### Culte catholique
- Cathédrale Saint-Pierre, place Saint-Pierre ;
- Église Saint-André, rue Taillefer ;
- Église Notre-Dame d'Obézine, rue de Montmoreau ;
- Église Saint-Ausone ;
- Église Saint-Jacques de l'Houmeau, rue André Lamaud ;
- Église Saint-Martial, place Saint-Martial ;
- Église Sainte-Bernadette, rue Marguerite d'Angoulême ;
- Église Saint-Pierre Aumaître, rue Pierre-Aumaître ;
- Église Saint-Cybard, place Mulac ;
- Église du Sacré-Cœur, rue Archambault ;
- Église Saint-Paul, boulevard Jean Moulin.

### Culte protestant
- Temple protestant d'Angoulême, rue de Bélat ;
- Centre paroissial protestant Pasteur, rue de Périgueux ;
- Église évangélique, rue Fontchaudière ;
- Église évangélique libre, rue de la Corderie ;
- Église adventiste du septième jour, impasse Parmentier.

### Culte mormon
L'Église de Jésus-Christ des saints des derniers jours possède un lieu de culte, rue du Père-Marquette.

### Culte musulman
- Mosquée : 55, rue de la Charité.

## Marchés
- Le marché des Halles, ou Marché couvert. Avec sa grande verrière et son architecture fin XIXe siècle, il est inscrit monument historique depuis 1993[83] ;
- Le marché Victor Hugo ;
- Le marché de Saint-Cybard ;
- Les quartiers de Basseau et Ma Campagne ont aussi leur marché.

## Économie

### Grandes entreprises
Angoulême compte seize entreprises réalisant plus de dix millions d'euros de chiffre d'affaires dont :
- Leroy-Somer : Moteurs et alternateurs - le plus gros employeur de Charentes a été cédé en 2016 par l'Américain Emerson au Japonais Nidec.
- Rousselot : Fabrication et commercialisation de gélatines alimentaires, des peptides de gélatine et de collagène.
- Geoffroy : Transports à câbles, système d'alimentation pour bovins, ovins et caprins, équipements vinicoles, élévateur à godets basculants, équipement industriel.
- Charente Automobile Distribution : Concession Renault.
- Sajon : Surface à dominante alimentaire du réseau Intermarché.

### Industriel
- Industrie électrique et électronique, en particulier Leroy-Somer ;
- Papier et emballage ;
- Fabrication d'armement pour la Marine.

Angoulême est le siège de la Chambre de commerce et d'industrie d'Angoulême. Elle gère l'aéroport d'Angoulême - Brie - Champniers.

### Imagerie
- Studios prestataires et producteurs d'animation ;
- Image et bande dessinée (festival d'Angoulême).

## Culture locale et patrimoine

### Lieux et monuments

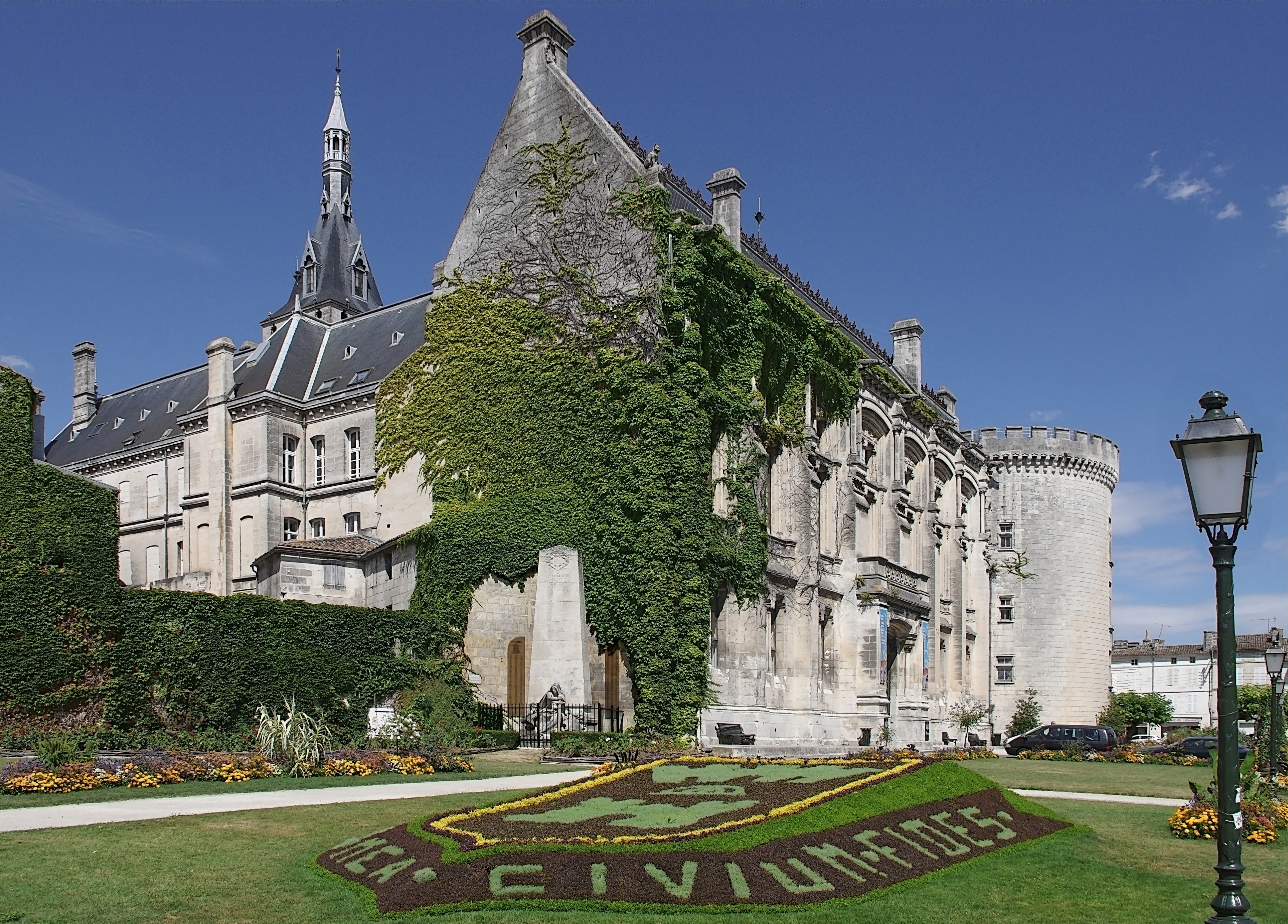
Les abords de l'hôtel de ville avec ses espaces verts.

Angoulême et le pays Angoumois sont classés Ville et Pays d'Art et d'Histoire.

#### Patrimoine religieux
- La cathédrale Saint-Pierre d'Angoulême, remarquable exemple de l'art roman régional tant pour son architecture que pour ses sculptures ;
- Les vestiges de l'abbaye Saint-Cybard, rue de Bordeaux à l'emplacement du CNBDI
- Les vestiges de l'abbaye Saint-Ausone ;
- L'église Saint-André, rue Taillefer, est du XIIe siècle et a été remaniée à plusieurs reprises. Dans son ancien cimetière se trouve ce que l'on a coutume d'appeler « lanterne des morts » : en réalité, une cheminée du XIIe siècle, vestige de l'ancien palais Taillefer ;
- Le palais épiscopal[85],[86], visible rue de Friedland, fut construit au milieu du XIIe siècle et largement repris au début du XVIe siècle et au milieu du XVIIIe siècle. La façade sur jardin est reconstruite en 1804. Il abrite aujourd'hui le musée d'Angoulême ;
- La chapelle des Cordeliers dite chapelle de l'hôpital, rue de Beaulieu là où repose Guez de Balzac comprise dans l'Hôtel-Dieu ;
- L'Hôtel-Dieu, rue de Beaulieu est essentiellement une construction du milieu du XIXe siècle réalisée par l'architecte Paul Abadie père englobant des constructions plus anciennes comme l'ancien Hôtel-Dieu du XVIIe siècle, place du Petit Beaulieu, et l'ancienne chapelle des Cordeliers du XIIIe siècle;
- L'église Saint-Jacques de l'Houmeau datant de la fin du XIXe siècle ;
- L'église Saint-Martial, de style néo-roman faite par Paul Abadie ;
- L'église Saint-Ausone, mêmes architecte et époque ;
- L'église Notre-Dame d'Obézine, également de la fin du XIXe siècle ;
- Ancienne église Saint-Martin d'Angoulême, rue Jules Ferry transformée en habitations.
- L'ancien couvent des carmélites, rue Turenne ;
- La chapelle Saint-Aptone, 6 boulevard Chanzy ;
- La chapelle du collège Sainte-Marthe Chavagnes, rue de Paris ;
- La chapelle de l'ancien doyenné rue Minage ;
- La chapelle du lycée Guez de Balzac, rue de Beaulieu ;
- La chapelle de la maison diocésaine, rue de Bordeaux ;
- La petite chapelle, rue Minage, dans une cour d'habitation ;
- La chapelle Saint-Roch, place de la Chapelle Saint-Roch face au lycée Marguerite-de-Valois, dans l'ancien quartier Saint-Roch, est l'unique vestige d'un second hôpital Saint-Roch fondé en 1623, qui accueillait lépreux et pestiférés[Note 7]. L'hôpital était à l'origine entouré de deux cimetières. L'église est reconstruite en partie en 1759, et elle était rattachée au couvent des capucins installé à l'actuel Champ de Mars en 1611[87]. Après la Révolution et la destruction de l'hôpital au XIXe siècle, la chapelle a été rattachée à la paroisse Saint-Martial en 1893[88],[1].

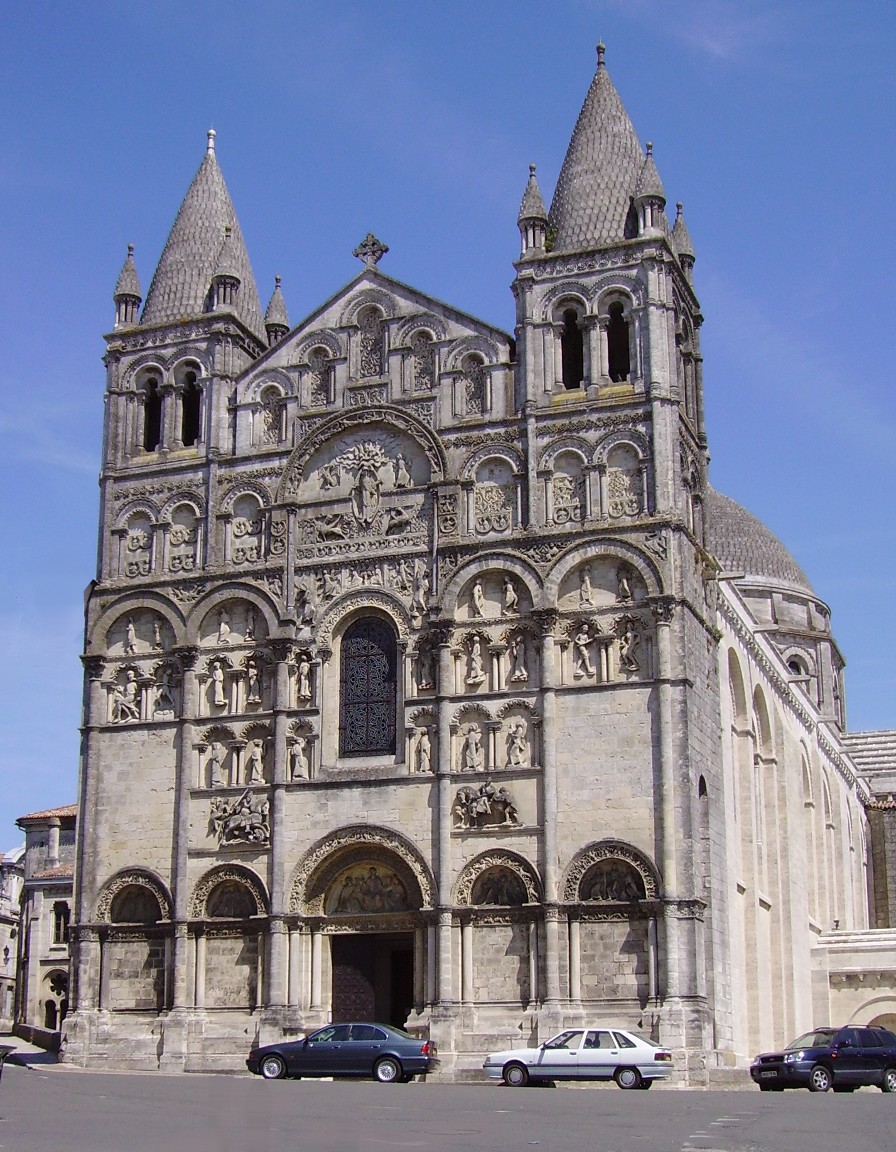
La cathédrale Saint-Pierre.
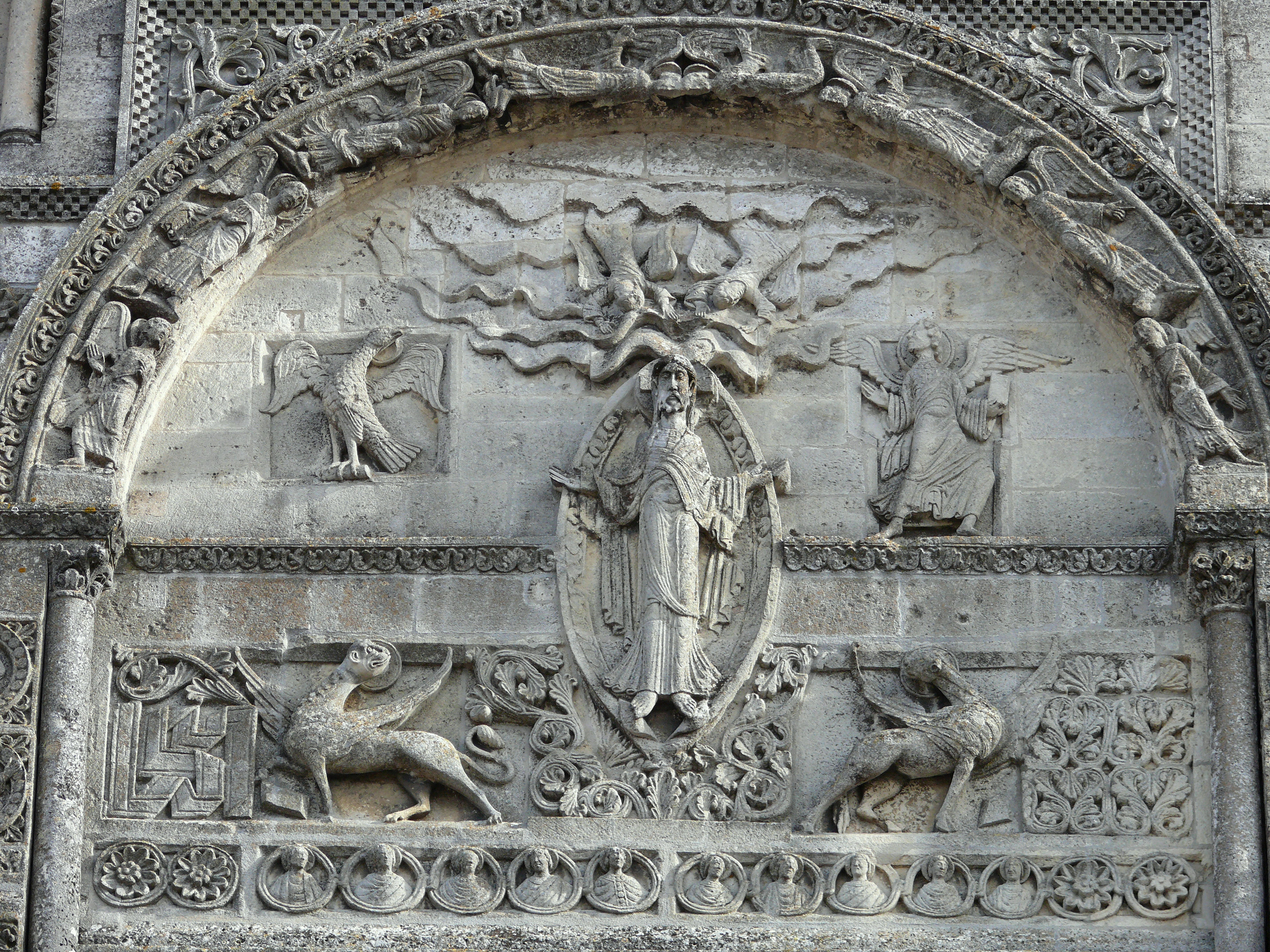
Mandorle en façade de la cathédrale.
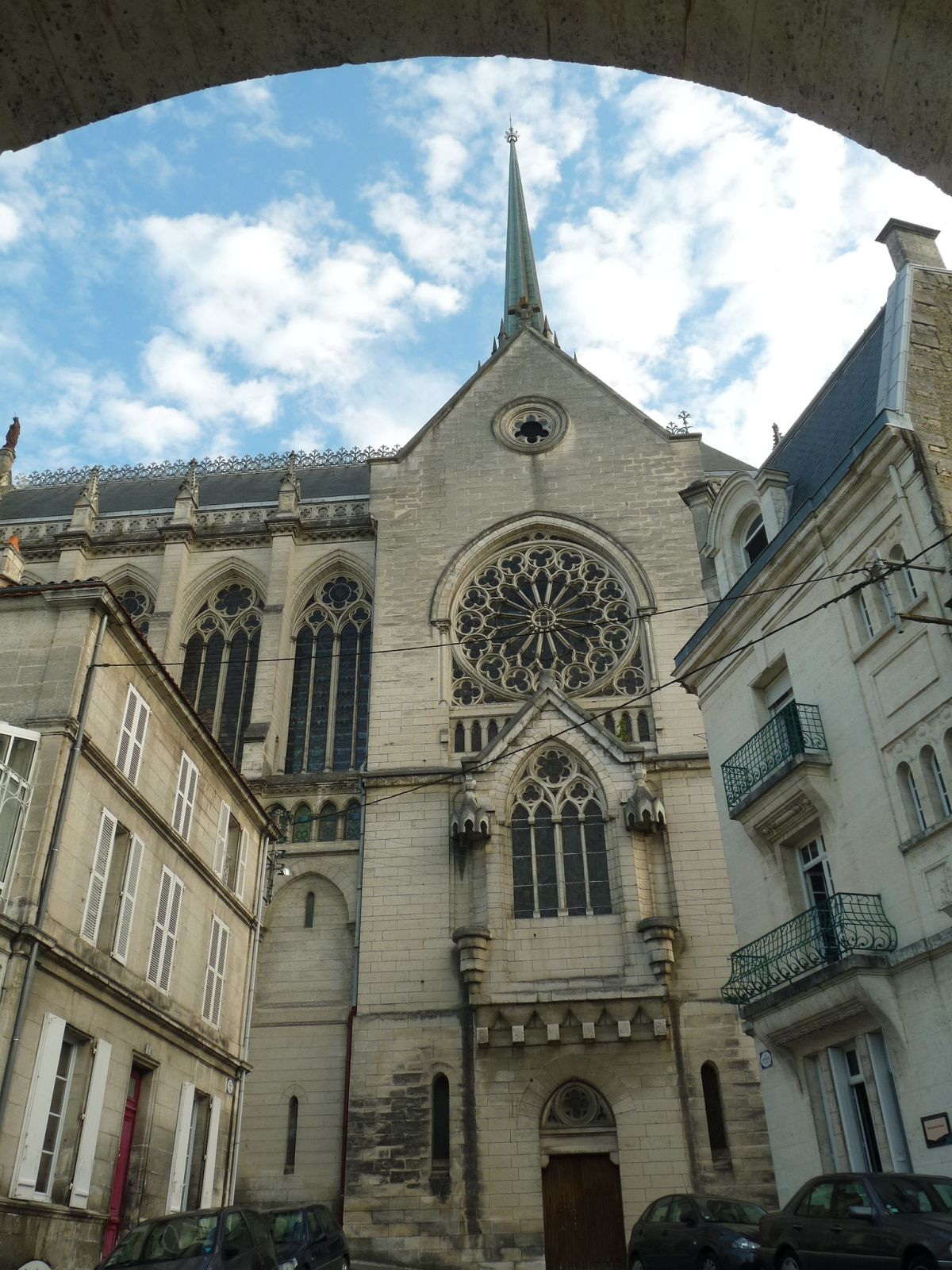
Église d'Obézine.
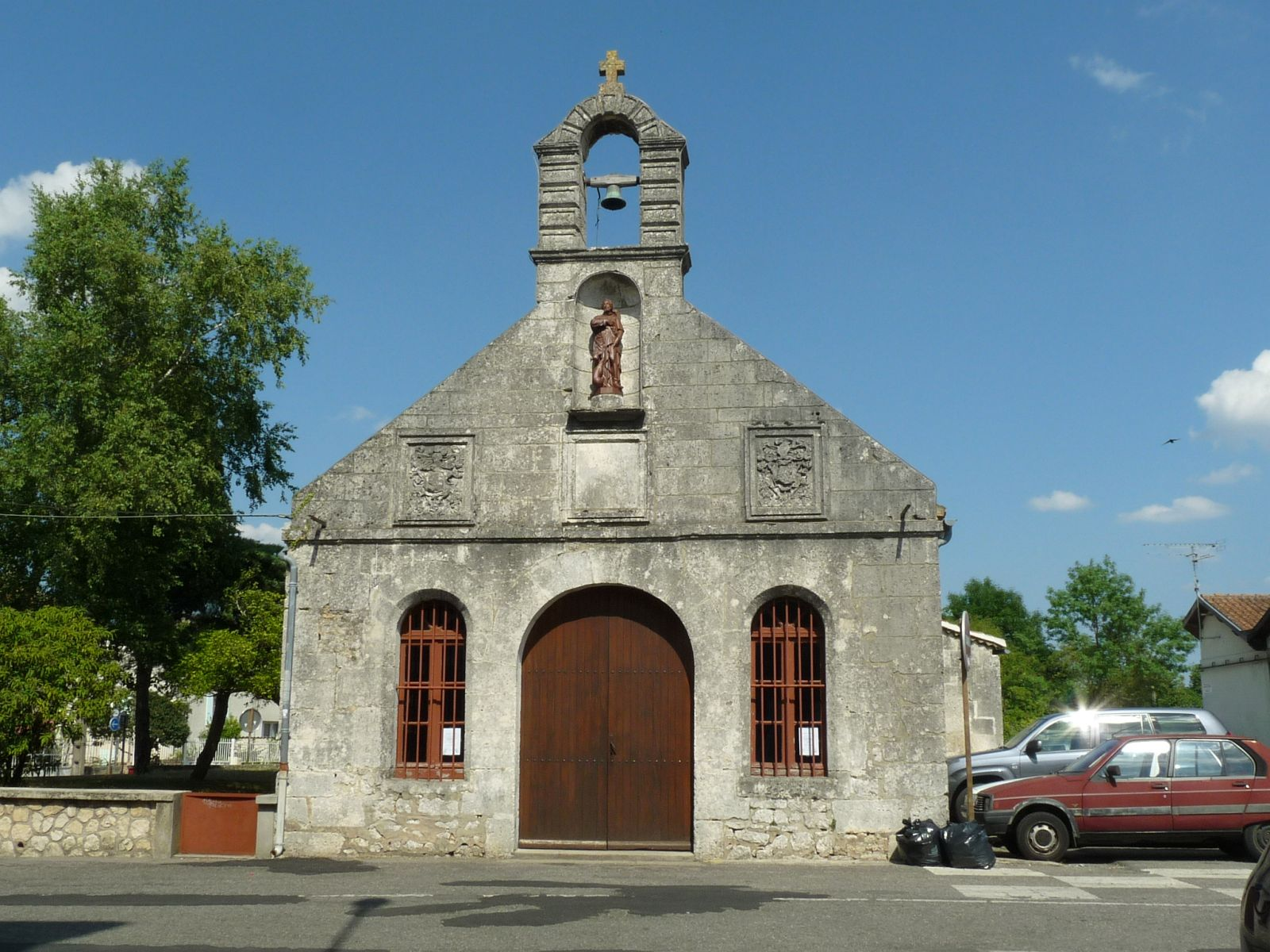
Chapelle Saint-Roch.
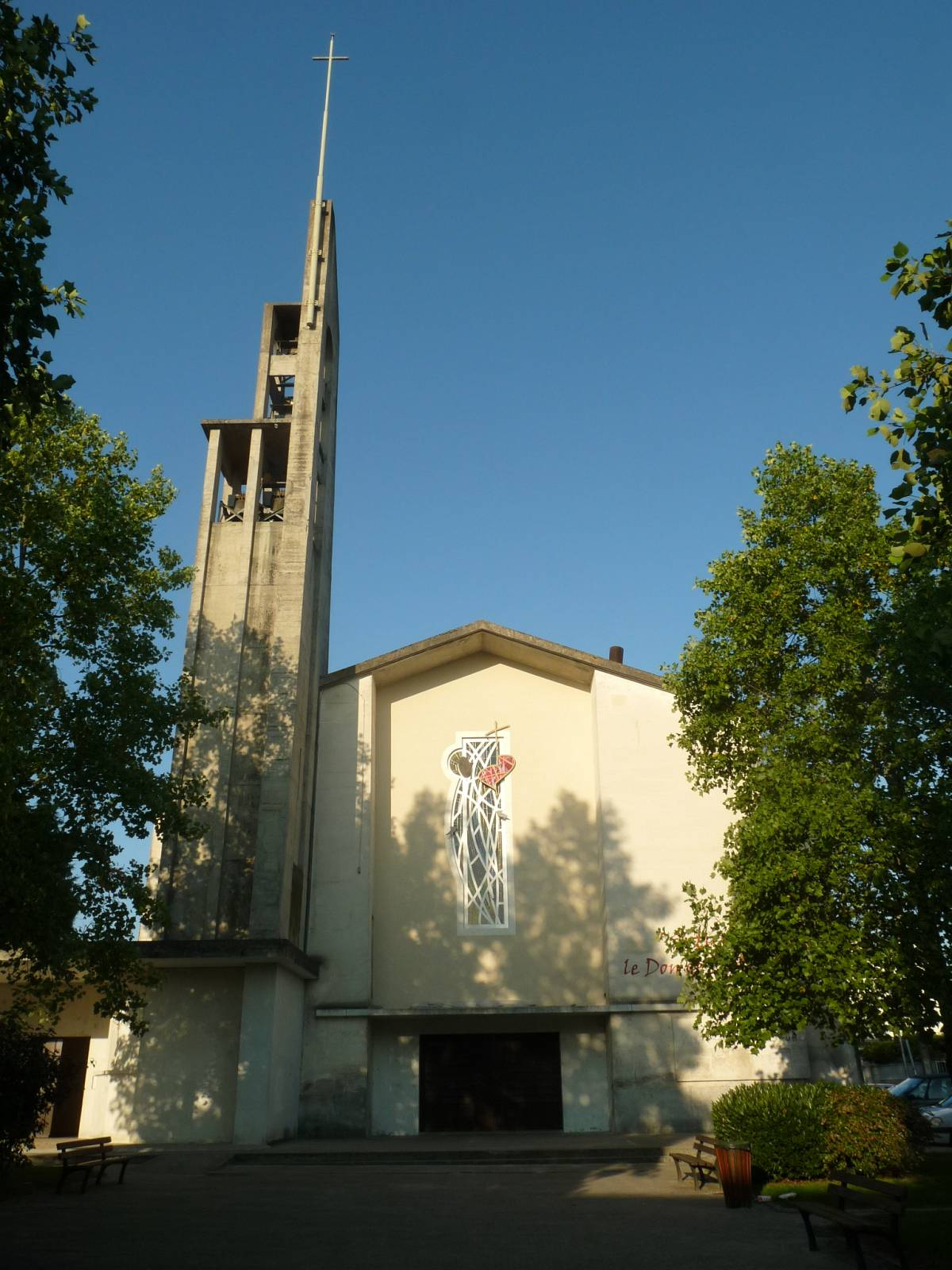
Église du Sacré-Cœur.
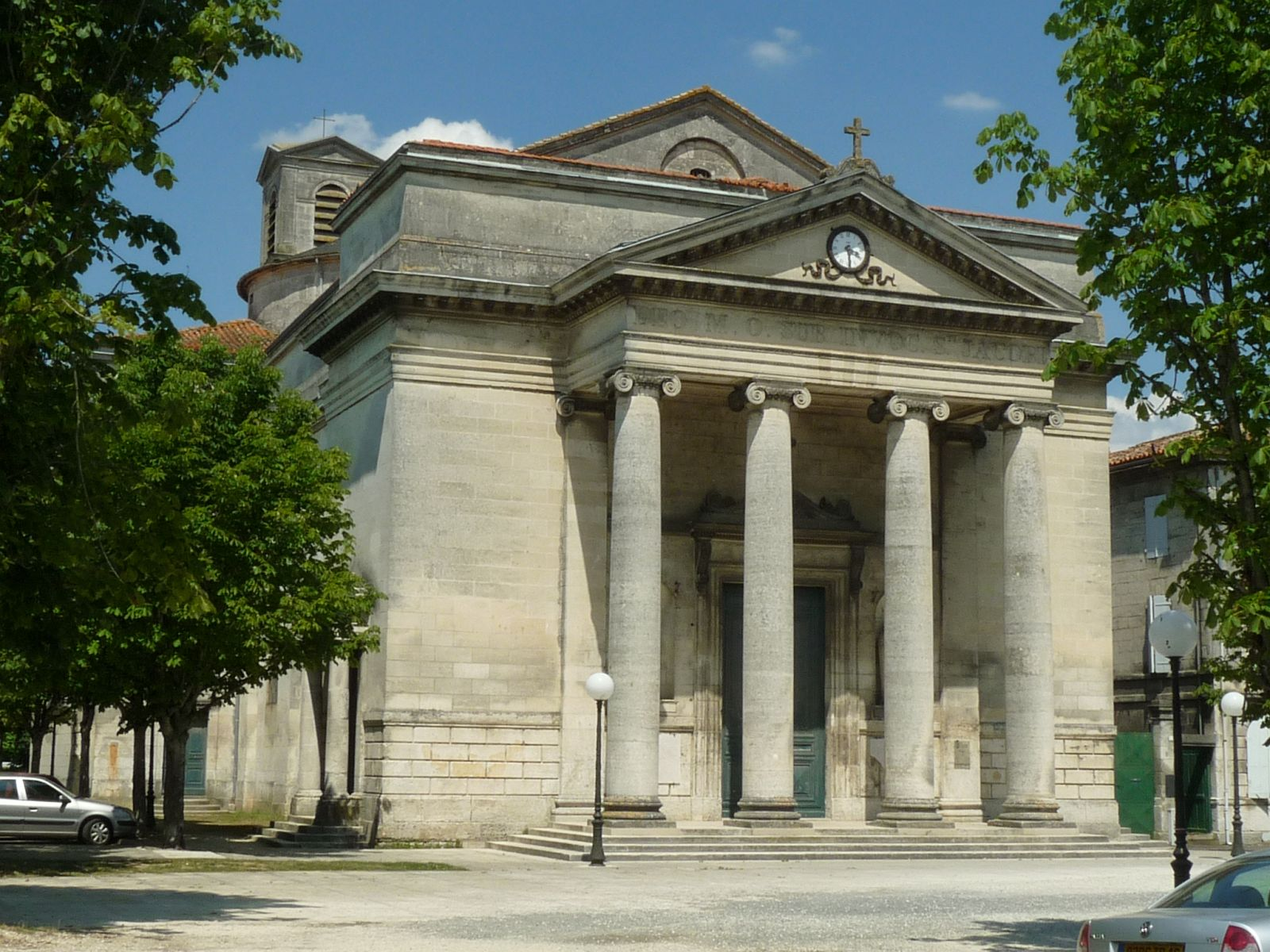
Église Saint-Jacques de l'Houmeau.
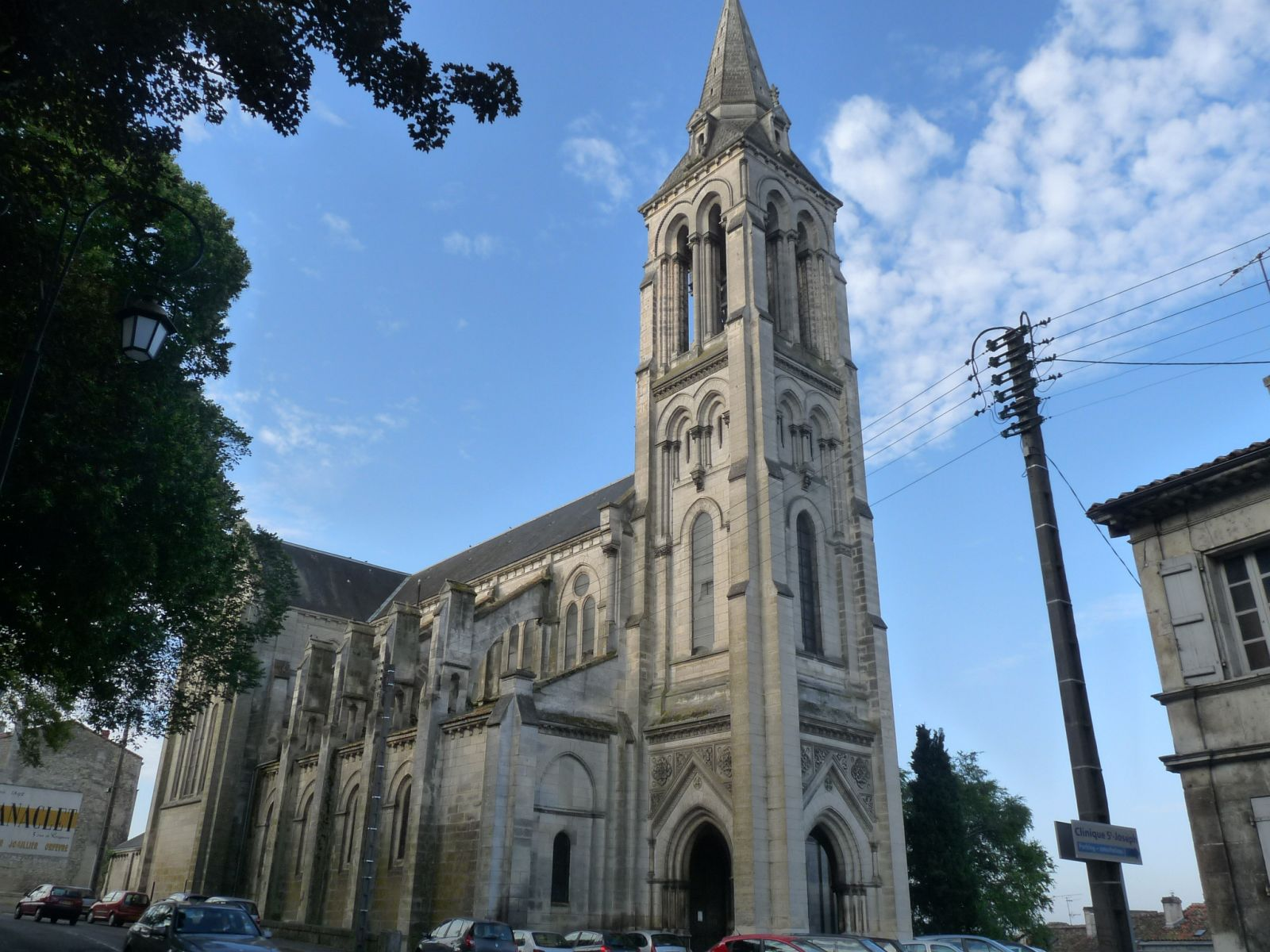
Église Saint-Ausone.
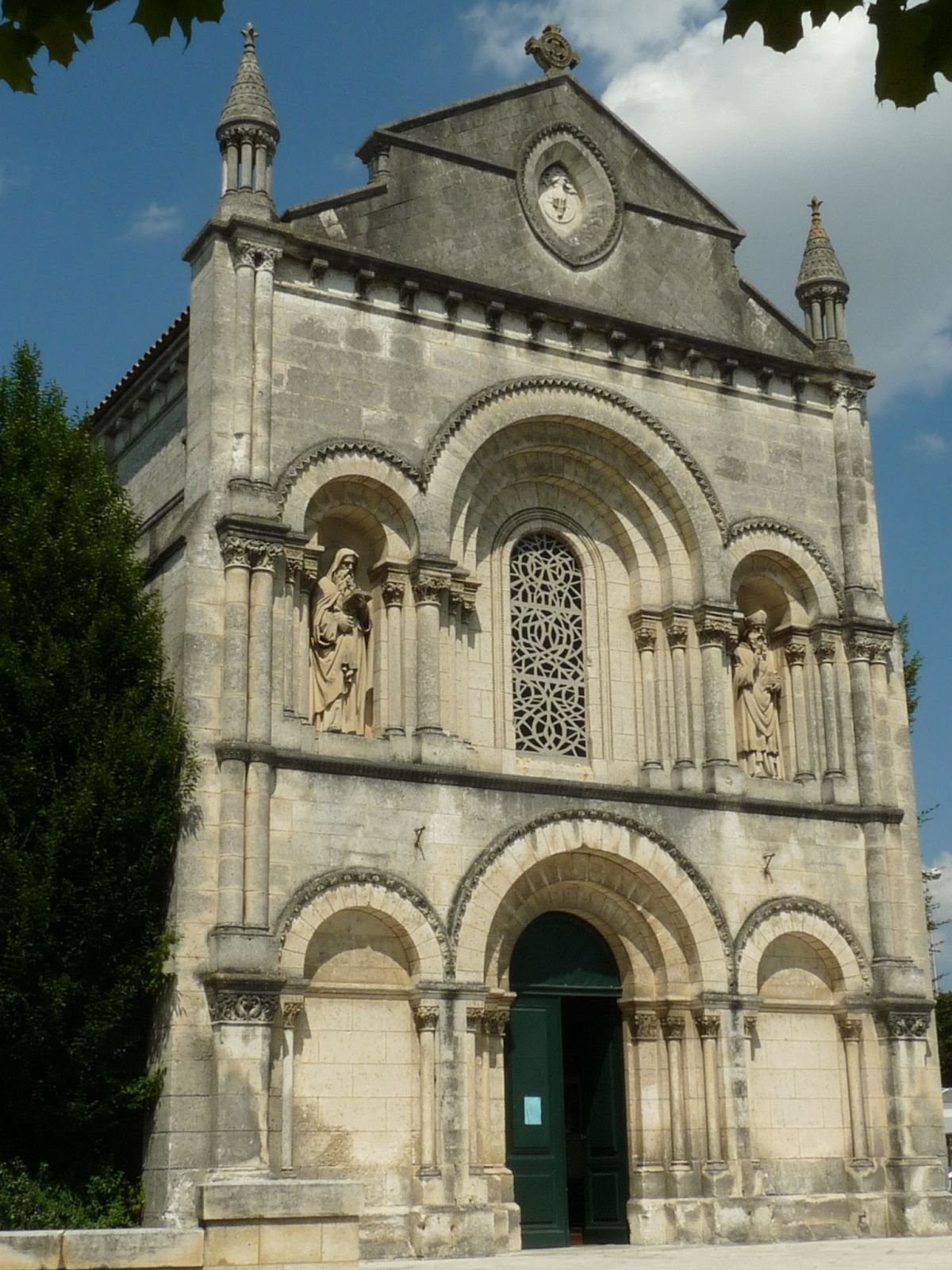
Église Saint-Cybard.
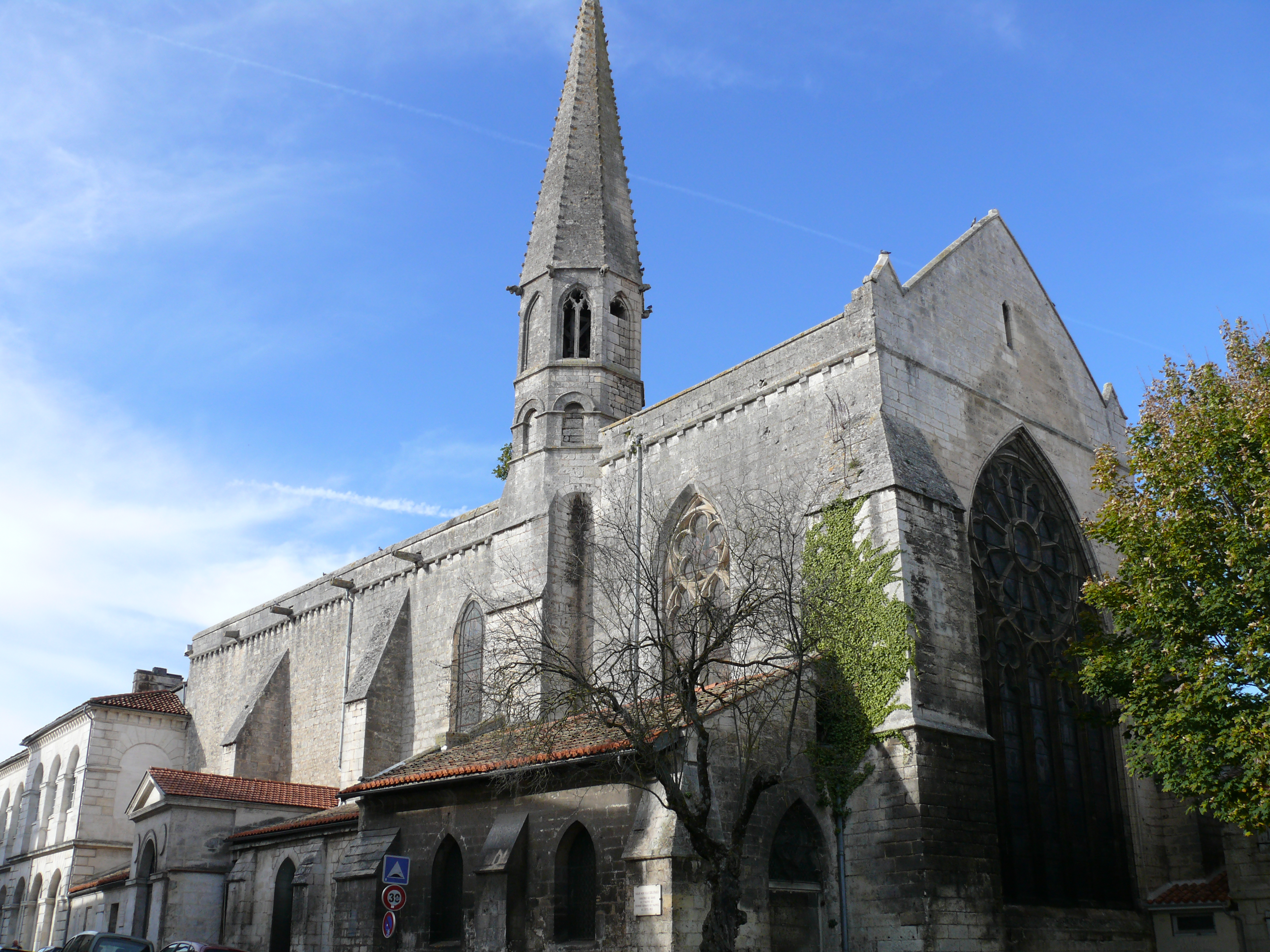
Chapelle des Cordeliers.
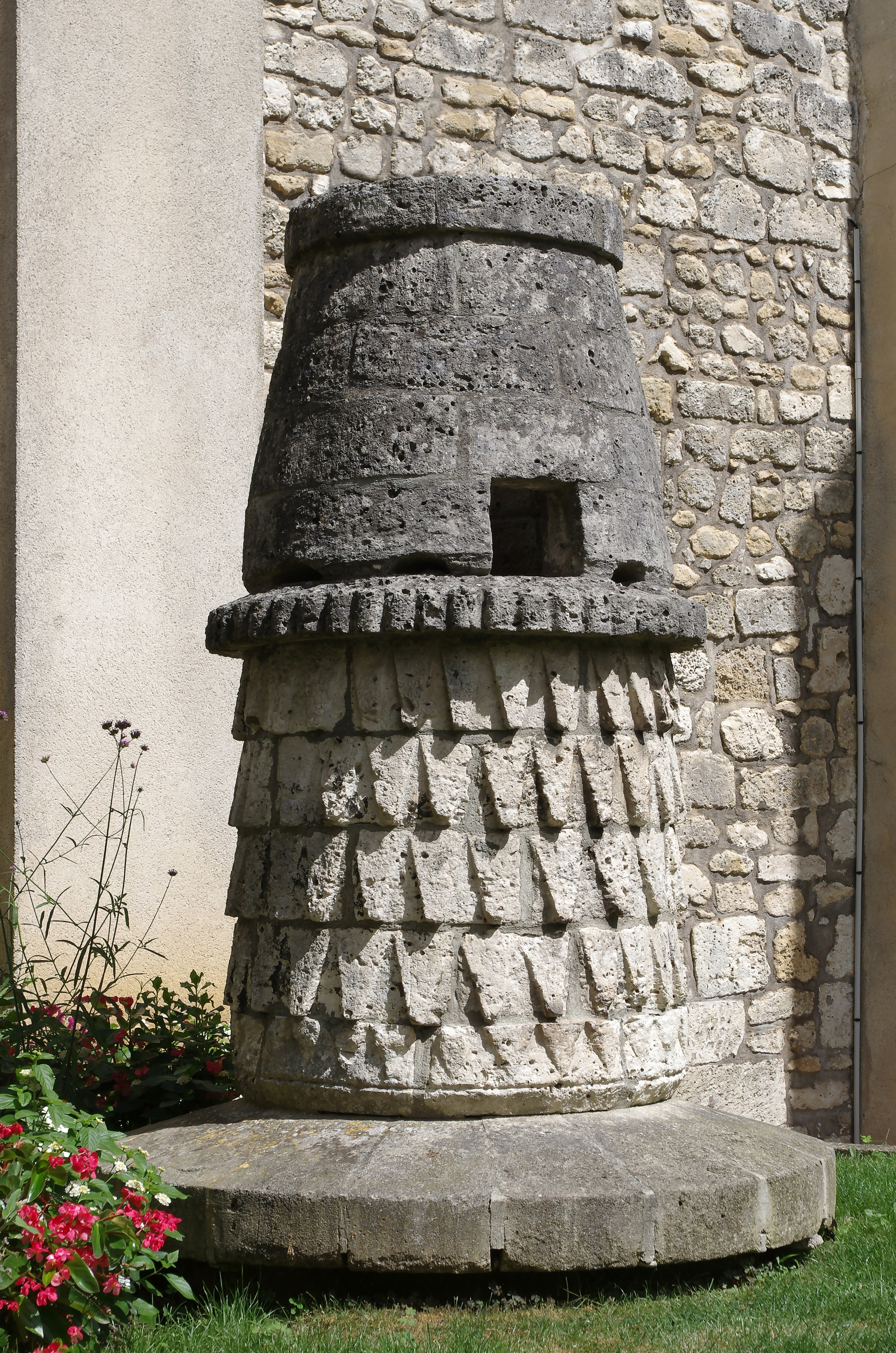
« Lanterne des morts » près de l'église Saint-André.

#### Patrimoine civil

##### Les remparts
Depuis l'époque romaine, des remparts ceinturent le Plateau d'Angoulême. Maintes fois détruits et reconstruits, leur couronnement a été définitivement supprimé au XIXe siècle. Les parties subsistantes datent des IVe, XIIIe et XVIe siècles (remparts du duc d'Épernon), qui sont propriété de la commune. Les remparts d'Angoulême forment un balcon sur la Charente, et ils sont classés monuments historiques. Le tour des remparts est, avec la cathédrale, l'un des principaux attraits touristiques de la ville.

Les remparts d'Angoulême
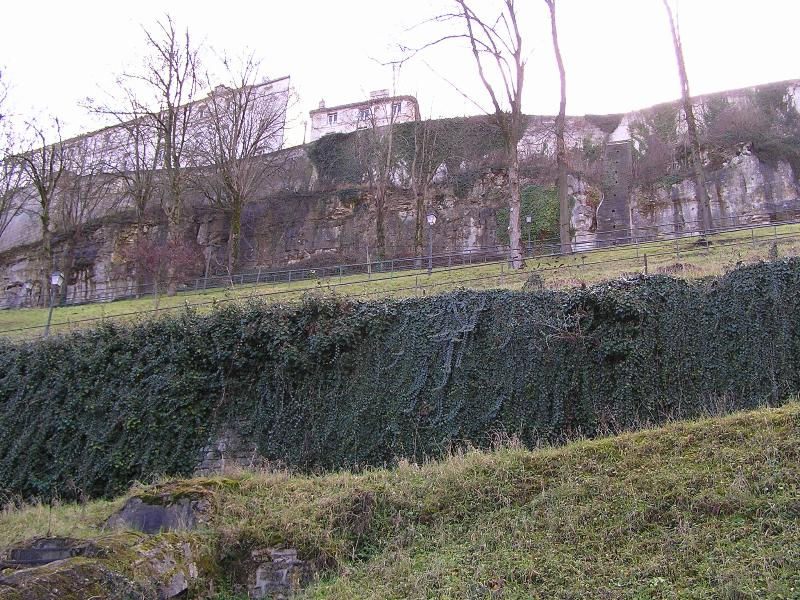
Rempart nord.
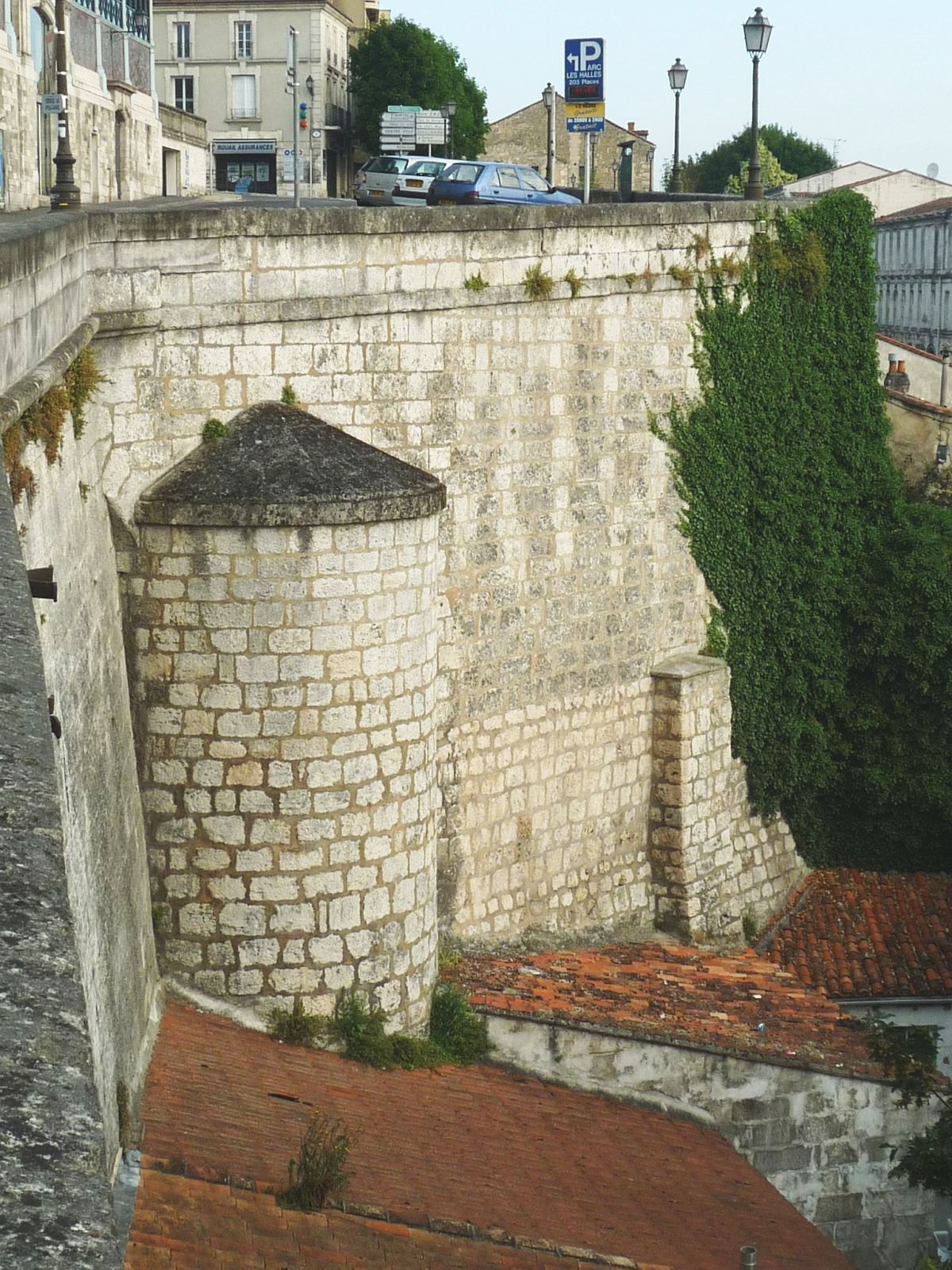
Près du marché couvert.
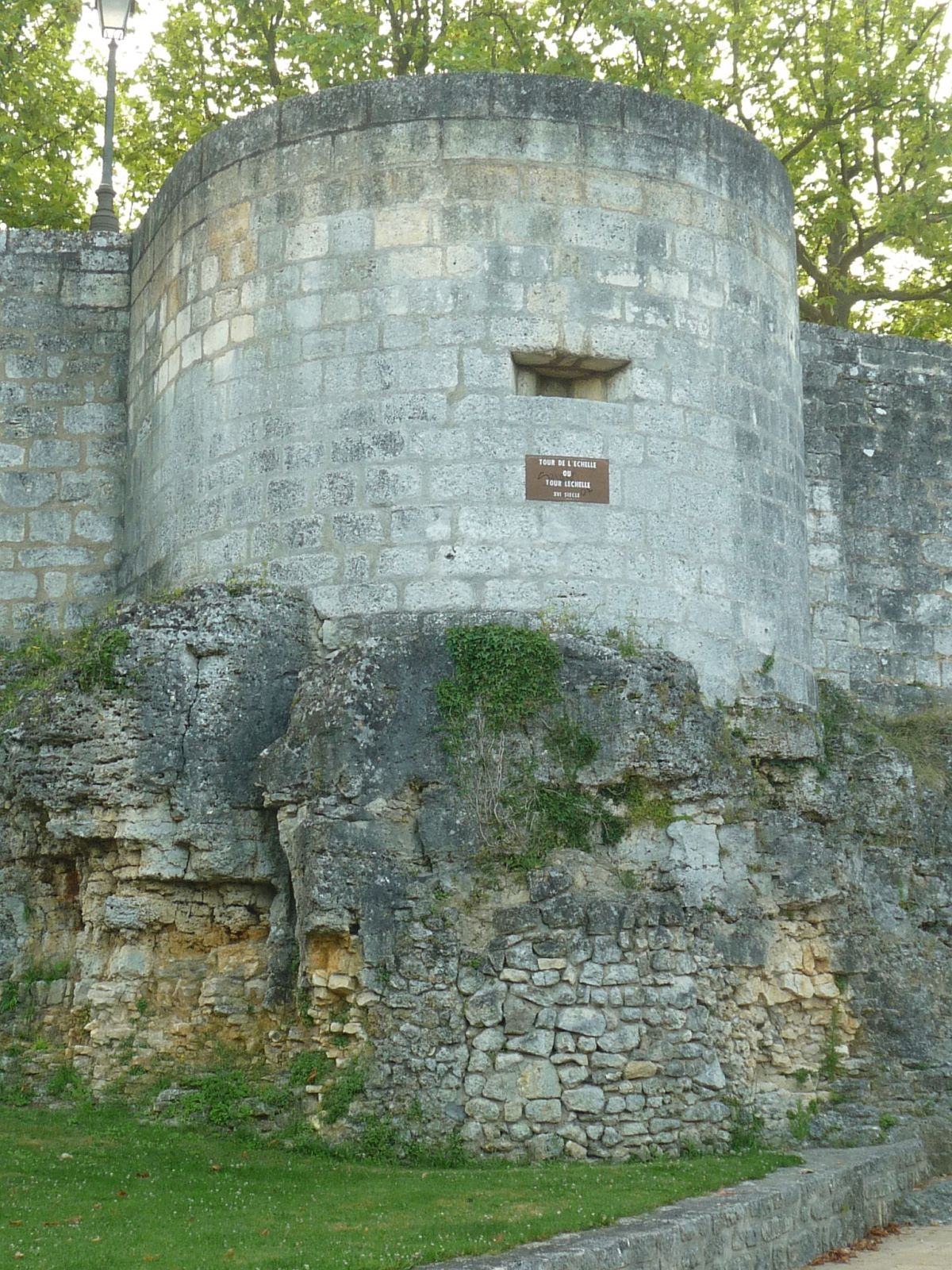
Tour Léchelle.
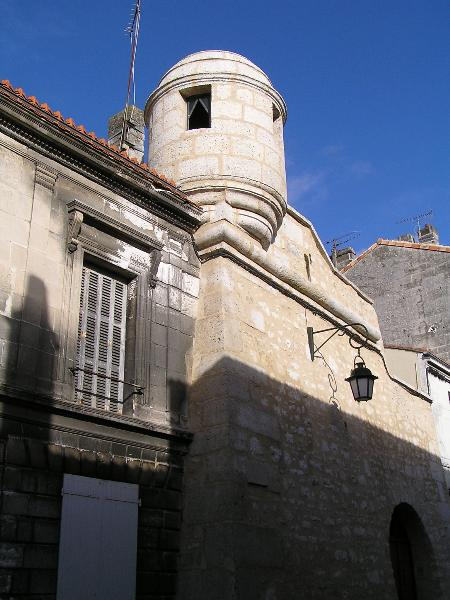
Échauguette de l'ancienne enceinte d'Épernon.
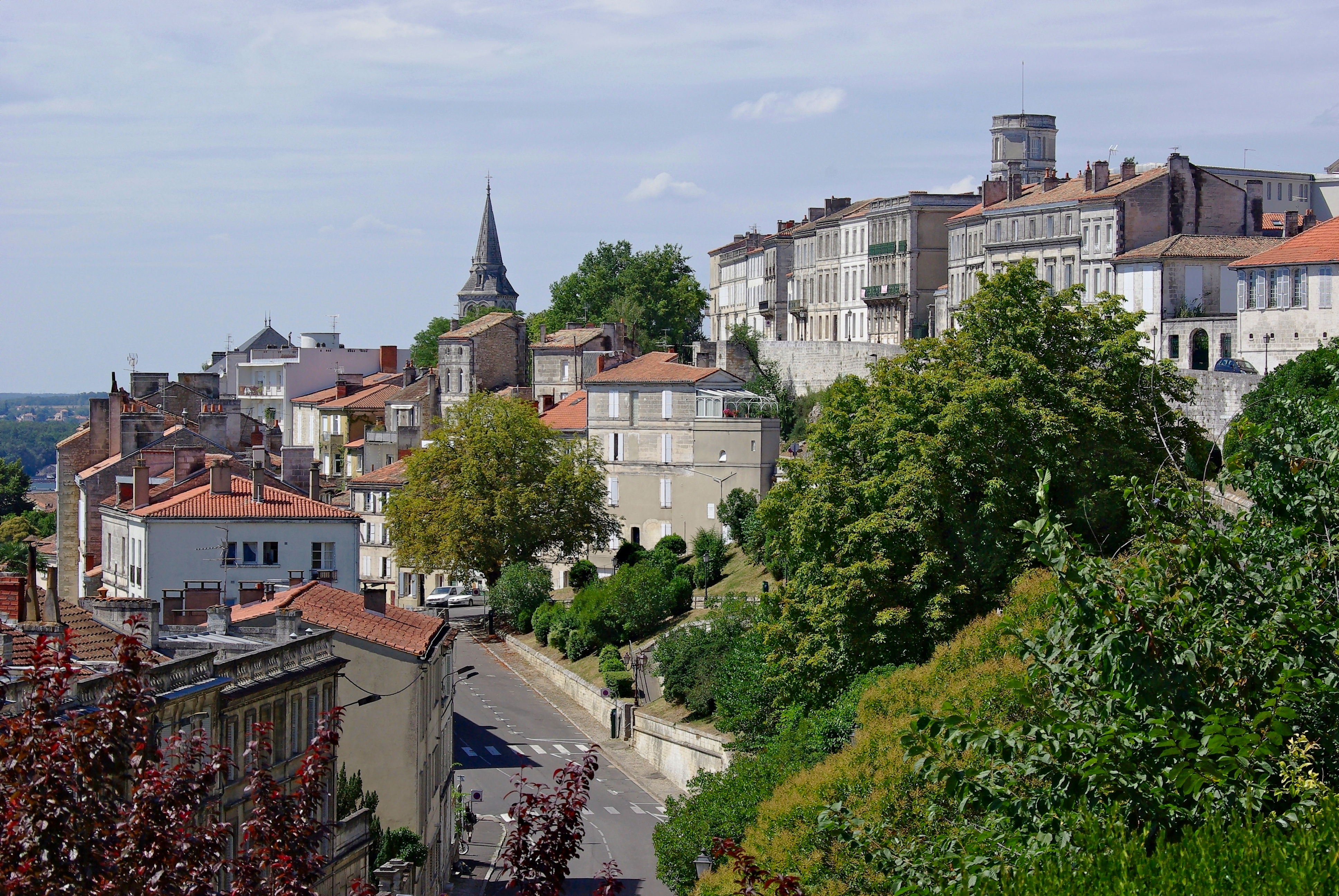
vue vers le rempart du midi

##### Autres lieux
- L'hôtel de ville a été construit à l'emplacement de l'ancien château dont il ne reste que le donjon des Lusignan et la tour des Valois par Paul Abadie ;
- Les halles, d'architecture de verre et fer, sont de type Baltard ;
- Le palais de justice a été construit sur un ancien couvent à la fin du XIXe siècle par Paul Abadie père ;
- Le théâtre municipal fut inauguré le 14 mai 1870 après trois années de travaux d'après les plans de l'architecte Antoine Sousée. Sa façade, conservée lors de la réhabilitation de 1994, montre La Comédie et Le Drame, sculptures de Jules Blanchard, juste au-dessus de la devise Castigat ridendo mores (« La comédie châtie les mœurs par le rire »). Enfin, en dessous de celle-ci, deux enfants représentent La Danse et La Musique ;
- Le collège Jules-Verne, ancien doyenné, en a conservé l'ancienne chapelle au superbe vitrail et à la charpente sculptée comme salle de musique et une chapelle voûtée en pierre de taille avec clés de voûtes et vitraux — visibles depuis la rue de Beaulieu — devenue le CDI ;
- Le lycée Guez-de-Balzac a été construit par les architectes Paul Abadie père et fils ;
- La prison a été élevée entre 1855 et 1858 par l'architecte départemental Edmond Brazier.

Il y a de très nombreuses maisons anciennes :
- L'hôtel Saint-Simon (rue de la Cloche verte) construit au XVIe siècle dans le style Renaissance[89] ;
- L'hôtel de Bardines (rue de Beaulieu), attribué à l'architecte angoumoisin Jean-Baptiste Michel Vallin de La Mothe. Ce bâtiment impressionne par ses dimensions[90] ;
- L'hôtel Montalembert[91] ;
- La maison dite des Archers[92] ;
- L'hôtel Mousnier-Longpré, rue Friedland, du XIVe siècle et remanié au XVe siècle, dont les façades rue de l'Évêché, rue de Friedland et sur cour sont remarquables ;
- Un hôtel particulier décrit dans Illusions perdues d'Honoré de Balzac comme étant celui de Madame de Bargeton ;
- Sont aussi inscrites des portes : au 61, rue du Minage, une porte du XVIe siècle et au 59 une du XVIIe siècle.

Places du Vieil Angoulême :

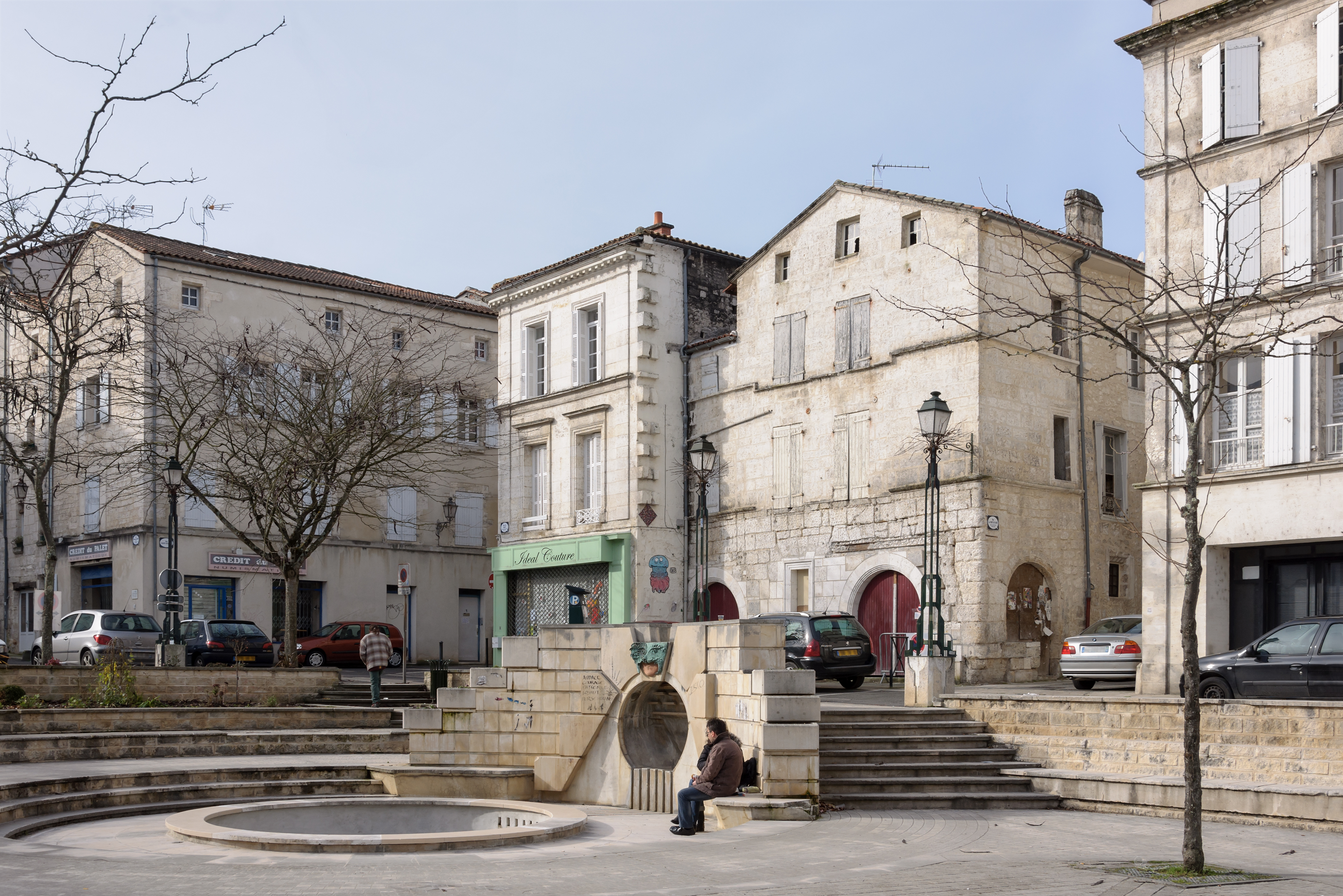
La place du Palet.

- La place du Minage avec sa fontaine du Second Empire, ses bancs, a un petit air méditerranéen au cœur de la vieille ville. Elle connut du XIVe siècle au XIXe siècle une intense activité commerciale ;
- La place Henri-Dunant. Portant le nom du fondateur de la Croix-Rouge, elle borde aujourd'hui le conservatoire Gabriel Fauré, autrefois collège Saint-Louis, ainsi qu'une ancienne gendarmerie ;
- La place New York. Cette place, dite autrefois du Parc, a été aménagée au XVIIIe siècle dans le cadre du premier véritable projet d'urbanisme de la ville. Elle est restée depuis un lieu de promenade et de manifestations diverses. En 1956, la place change une nouvelle fois de nom. En effet le Conseil municipal décide de l'appeler désormais place New York, en souvenir du voyage de Giovanni da Verrazano au service de François Ier, qui en 1524 baptisa le site de l'actuelle New York Nouvelle-Angoulême ;
- La place Beaulieu. Située à l'extrémité ouest du plateau et de la vieille ville, elle offre un vaste panorama au regard des passants et constitue depuis longtemps un agréable lieu de promenade. Elle borde l'imposant lycée Guez-de-Balzac, à l'emplacement d'une ancienne abbaye ;
- La place Bouillaud et la place de l'Hôtel de ville. Outre l'hôtel de ville, on peut y admirer (en face de l'entrée de ce dernier) une superbe façade Art nouveau particulièrement riche ;
- La place Francis-Louvel. Autrefois dite du Mûrier, elle fut et reste un des lieux les plus animés de la vieille ville. Ancien jardin d'un couvent jusqu'au XVIe siècle, elle a été embellie aux XVIIIe et XIXe siècles de nouveaux édifices et d'une fontaine. S'y trouve le palais de justice. La place a changé de nom en 1946, pour prendre celui de Francis Louvel, résistant fusillé par les Allemands en 1944 ;
- La place du Palet. Cette place occupe un vaste espace qui, dans le passé, précédait la principale porte de la vieille ville et abrita durant trois siècles une imposante halle. Le site a été réaménagé dans les années 1980 ;
- La place du Général-Resnier.

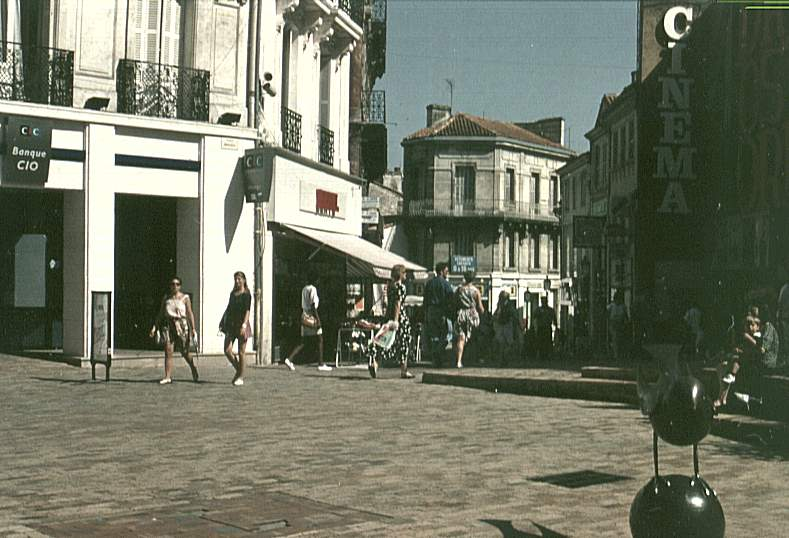
La rue piétonne en 1992.
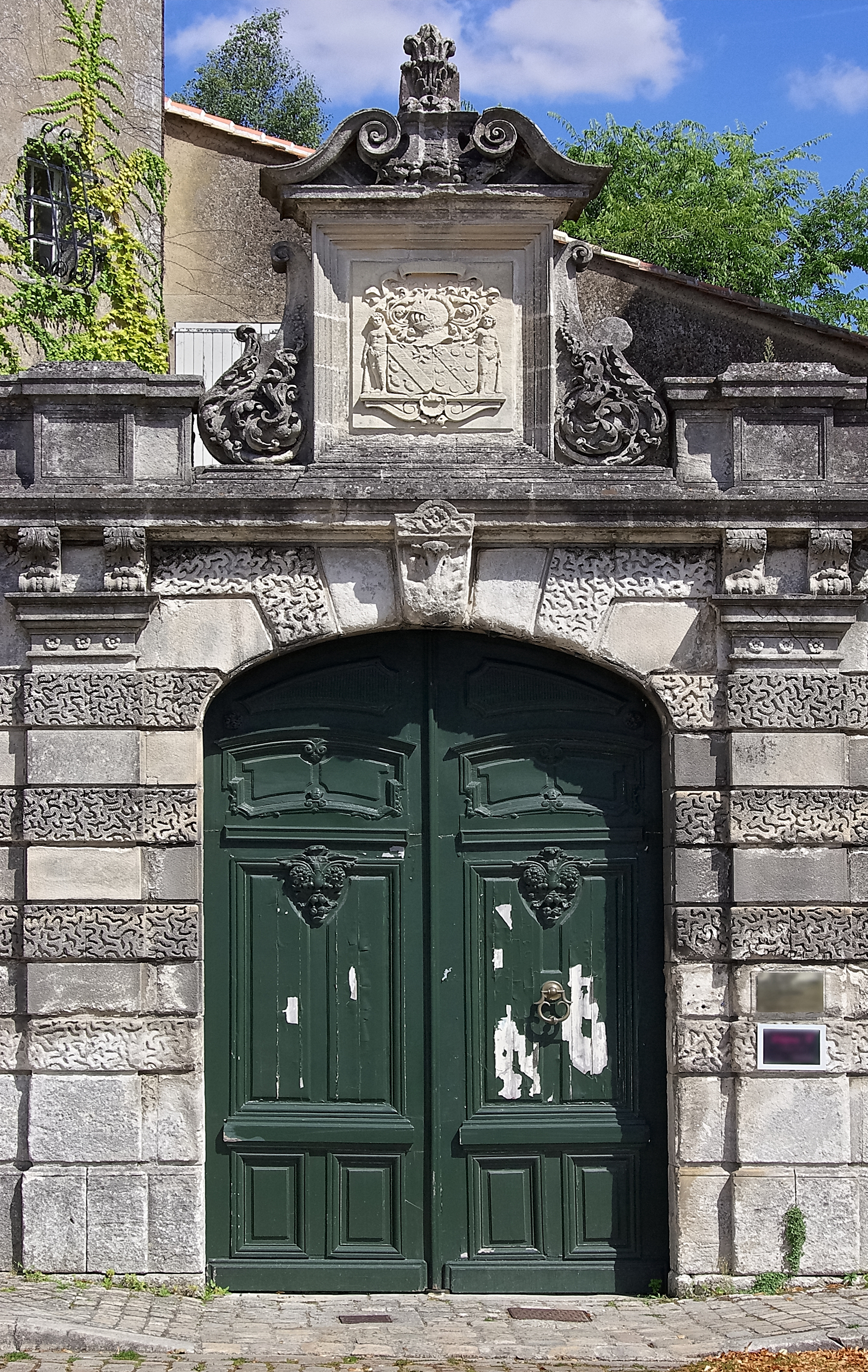
Le portail XIXe de l'hôtel Montalembert.
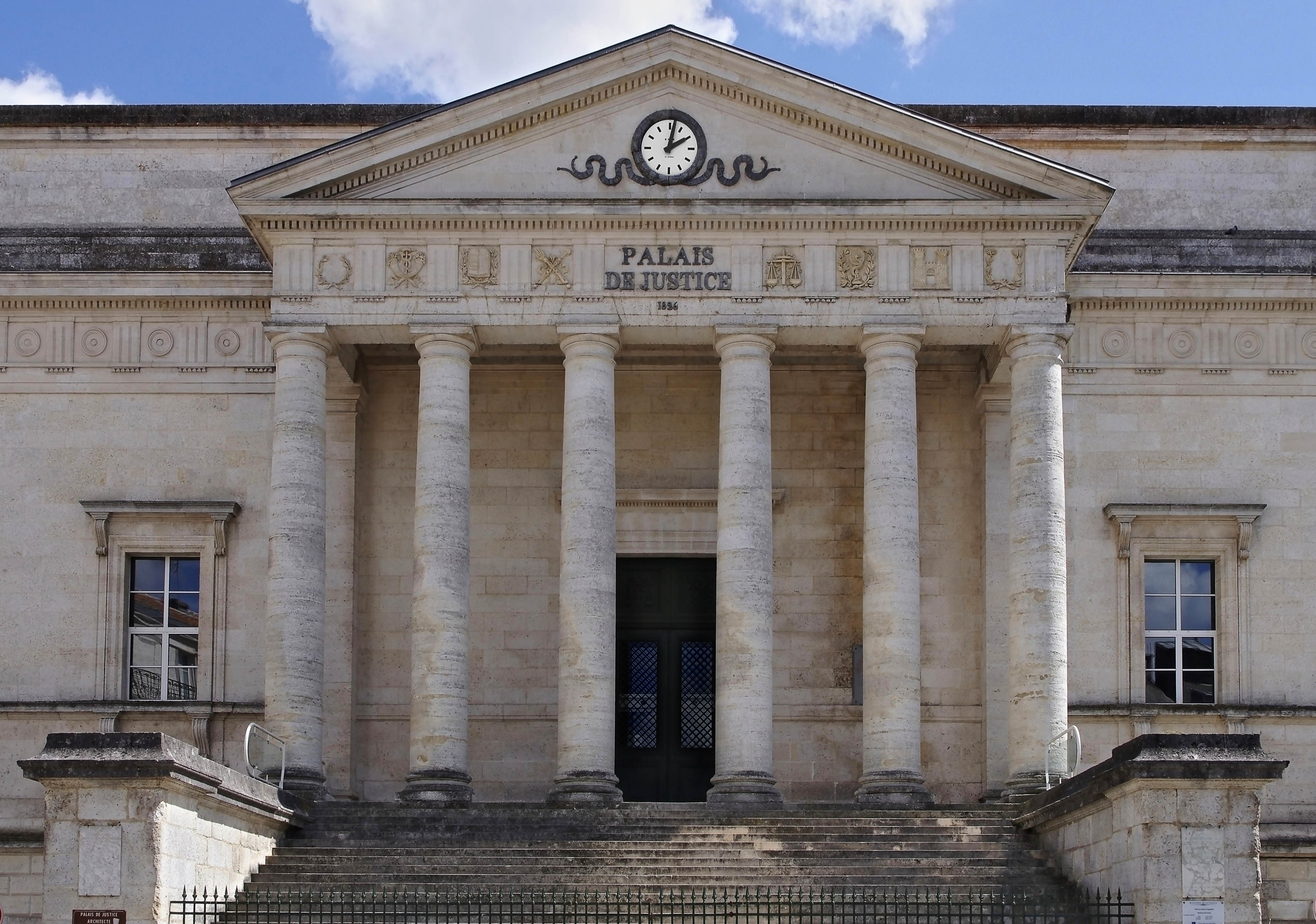
Le palais de justice.
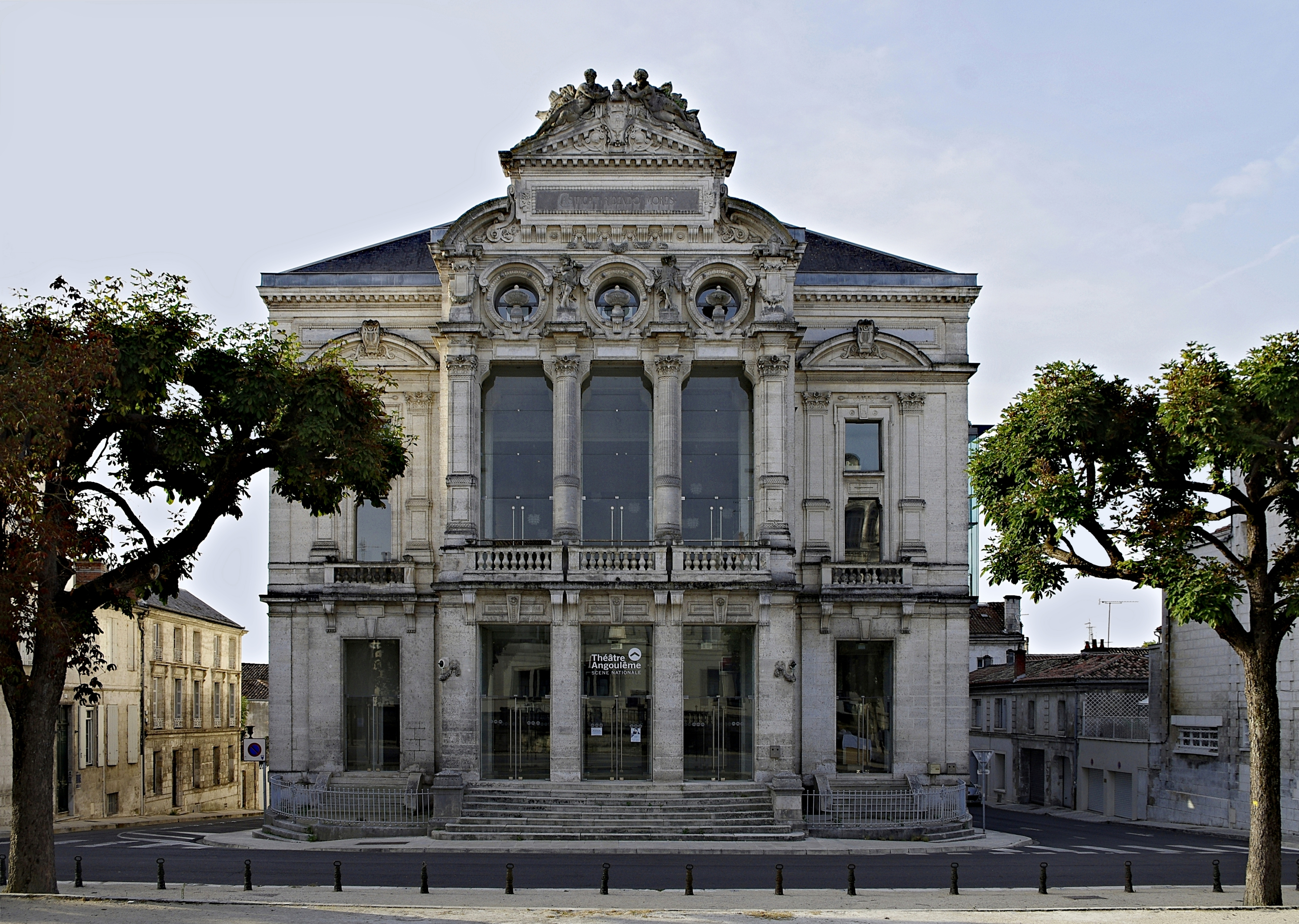
Le théâtre municipal.
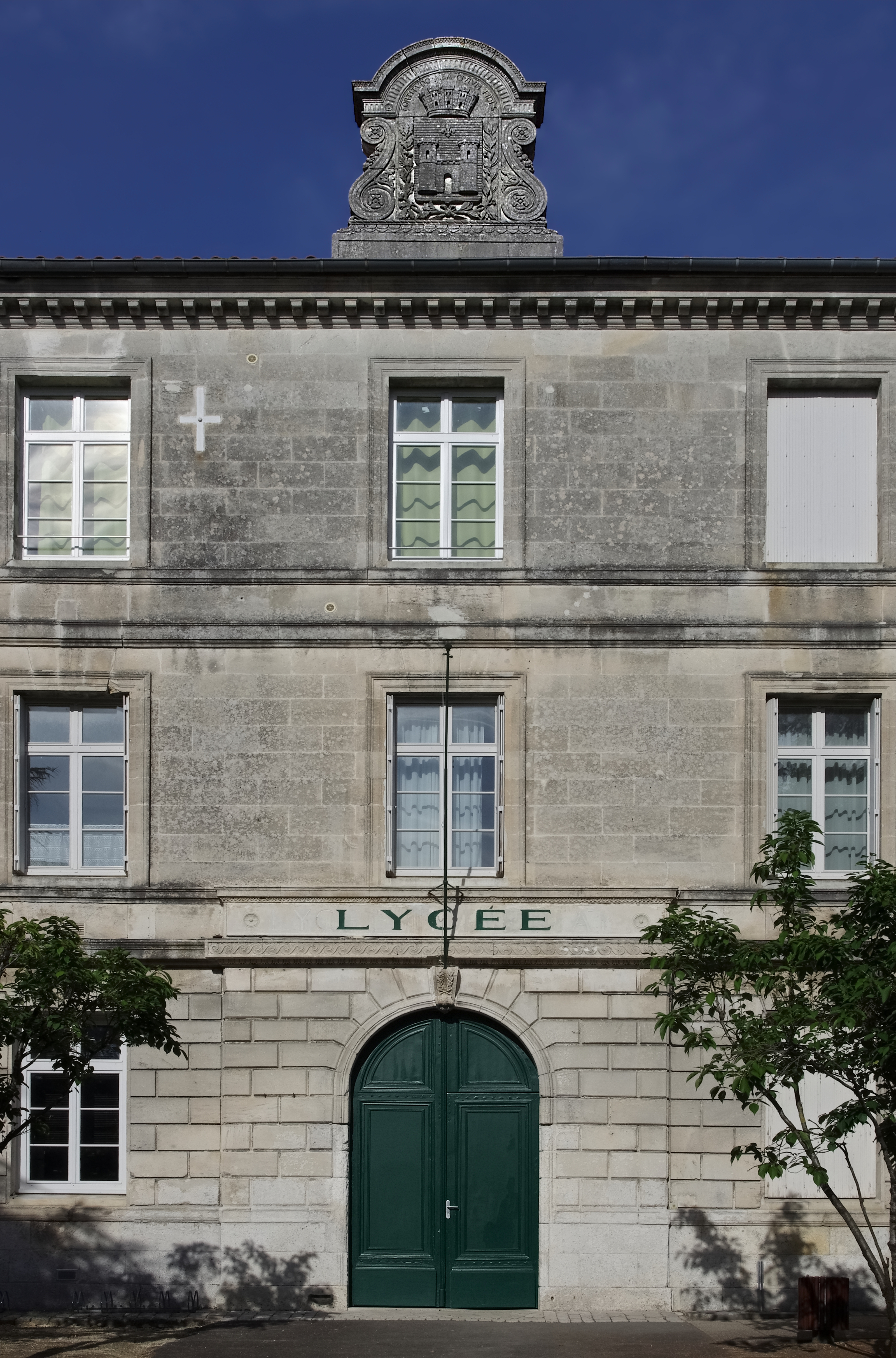
Entrée du lycée Guez-de-Balzac.

### Patrimoine environnemental
La vallée de la Charente en amont d'Angoulême est zone Natura 2000 avec des espèces remarquables présentes : il a été dénombré 64 espèces d'oiseaux remarquables. Parmi eux se trouvent des espèces de marais et zones humides, et à Angoulême, il est fréquent de voir sur la Charente des oiseaux plongeurs et nageurs, des cygnes (cygne tuberculé), des grèbes (grèbe à cou noir, grèbe castagneux, grèbe esclavon, grèbe huppé), des oies (oie cendrée), des canards (canard chipeau, canard pilet, canard siffleur, canard souchet), des sarcelles (sarcelle d'été, sarcelle d'hiver), et des fuligules (fuligule milouin, fuligule morillon). Il est plus rare de voir des limicoles. Les sternes (sterne pierregarin), les mouettes (mouette rieuse), le grand cormoran, remontent par périodes de tempête très en amont sur le fleuve.
L'île Marquet et le bois de la Poudrerie, enfin dépollué, vont être rendus à la population.
Les sentiers de randonnée et l'ancienne voie de halage devenue en partie la coulée verte permettent des promenades au bord du fleuve.

### Les musées
- Musée des Beaux-Arts d'Angoulême ;
- Musée du papier ;
- Le musée de la Société archéologique et historique de la Charente ;
- Musée de la Résistance et de la déportation ;
- Le musée de la Bande dessinée (CIBDI) ;
- Une antenne décentralisée du Fonds régional d'art contemporain de Nouvelle-Aquitaine.

### Autour de la bande dessinée
- En 1983, est créée à l'École régionale des Beaux-Arts d'Angoulême (EESI), la première section bande dessinée en France ;
- Angoulême abrite la Cité internationale de la bande dessinée et de l'image, qui enregistre l'ensemble des bandes dessinées parues en France. Dans les locaux de la Cité se trouve aussi l'ENJMIN, première école financée par l'État en Europe ayant pour sujet clef les jeux vidéo et les médias interactifs ;
- Angoulême, rebaptisée « Ville de l'Image » ou « Capitale de la BD », est connue pour ses « Murs peints » en BD qui rythment le centre-ville[95] ;
- Statue de Corto Maltese (personnage de la BD éponyme créée par l'italien Hugo Pratt) des artistes Livio et Luc Benedetti. Haute de 2,5m, elle est inaugurée le 14 juin 2008.
- L'Espace Franquin.
- Le 7 janvier 2020, la statue de Lucien, personnage de Frank Margerin, retrouve sa place en surplomb de l'entrée de la gare[96].

Murs peints d'Angoulême
Rampe d'Aguesseau.
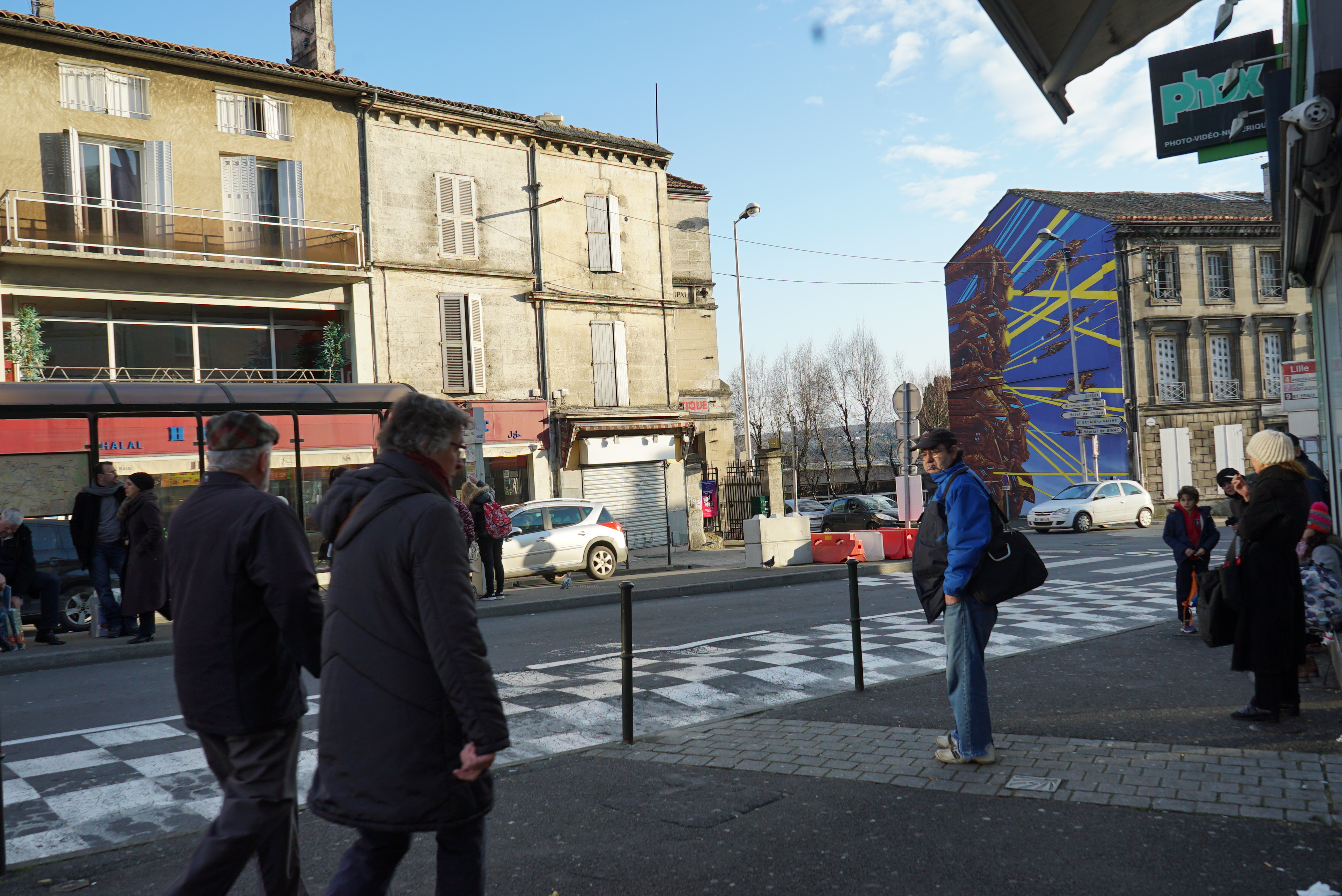
Carrefour rue Montmoreau.
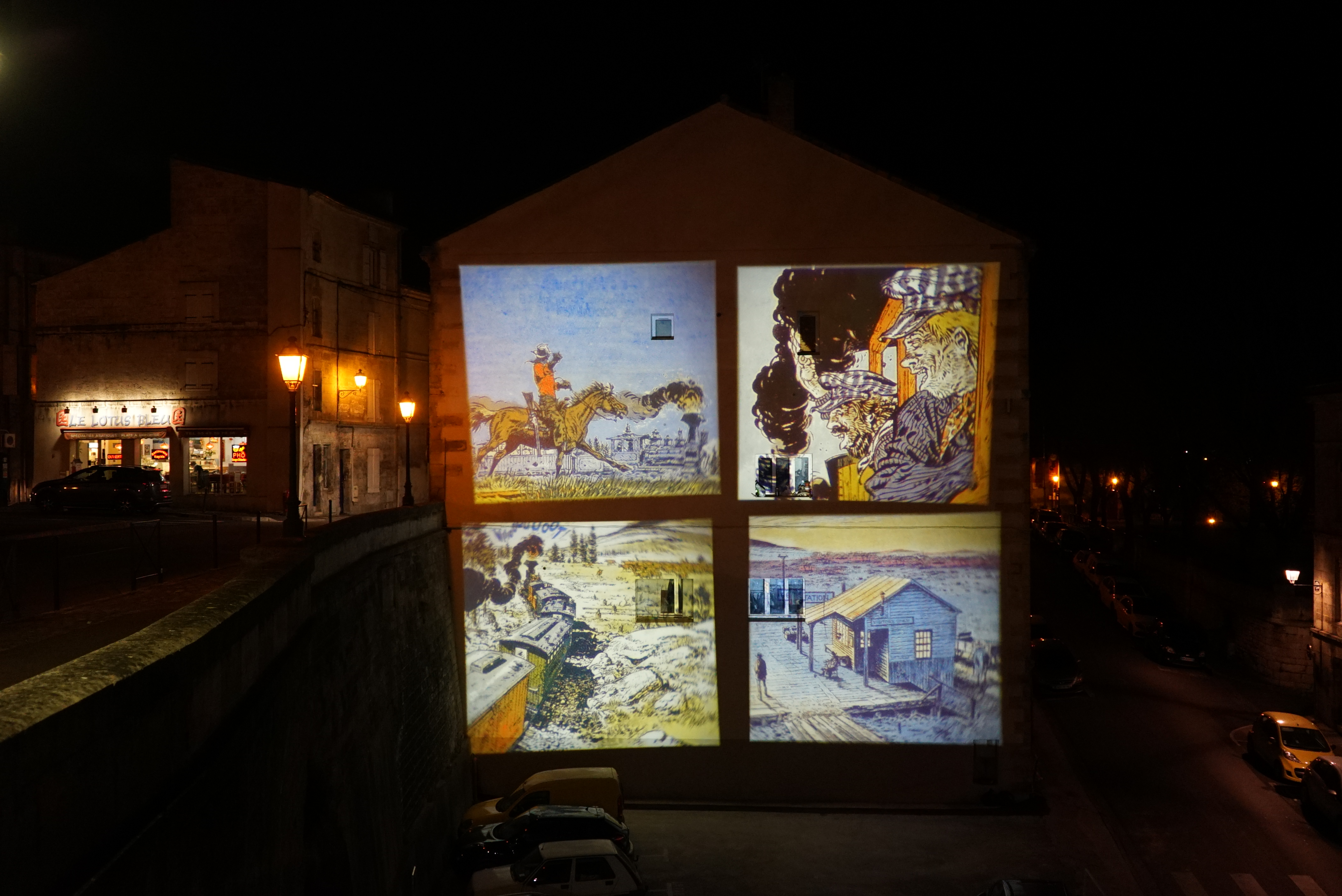
Projection nocturne.

### Autres lieux de culture
- le théâtre, scène nationale[97] ;

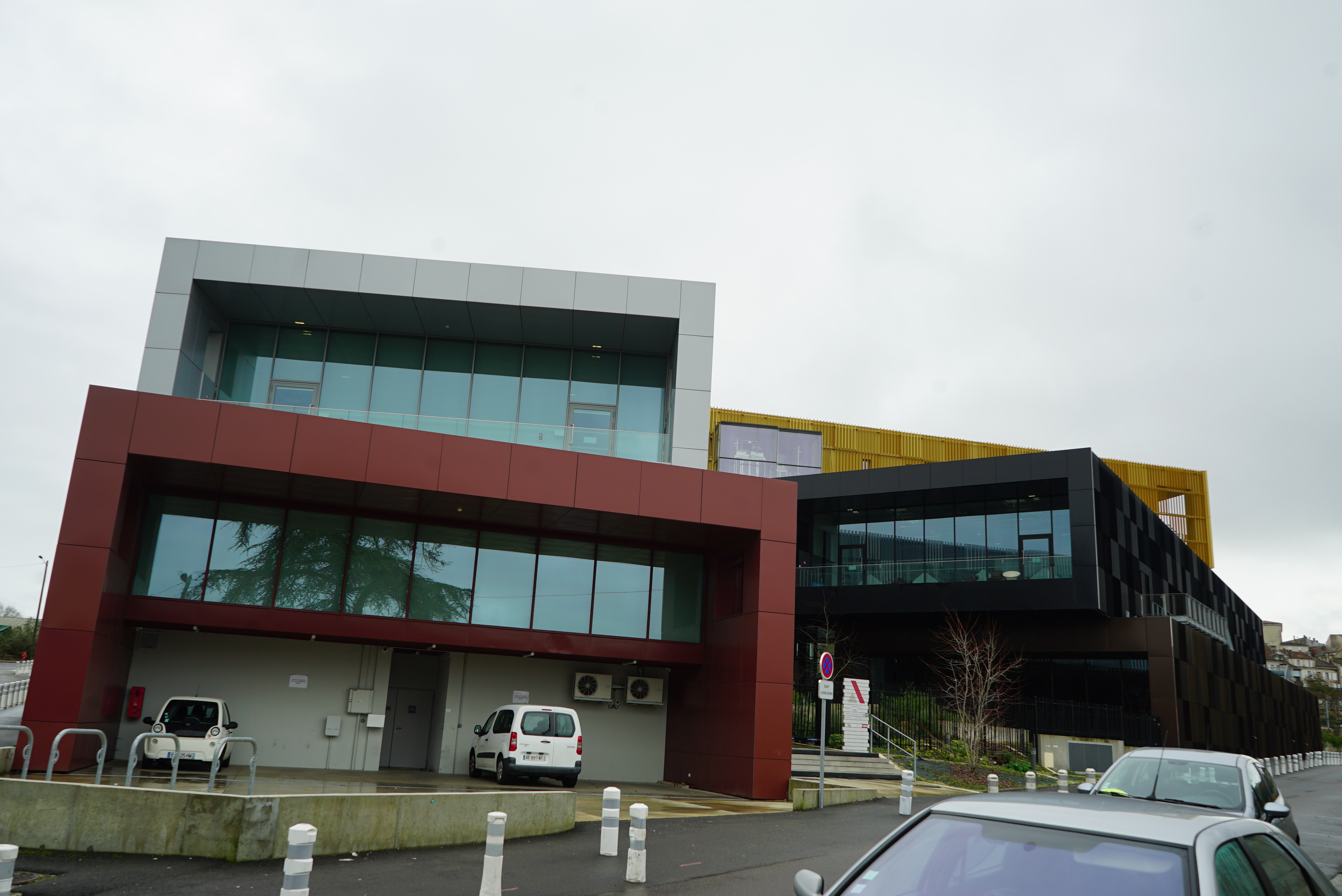
Alpha médiathèque.

- l'espace Carat (parc des expositions et des congrès du Grand Angoulême – manifestations, concerts)[98] ;
- La Nef (salle de concerts)[99] ;
- le conservatoire Gabriel-Fauré, qui possède un auditorium et une médiathèque[100] ;
- l'Alpha, médiathèque du Grand Angoulême, ouverte et inaugurée le 19 décembre 2015 ;
- la Cie des Marionnettes d'Angoulême[101].

### Festivals
- Fin janvier : festival international de la bande dessinée ;
- Avril : festival international du film court[102] ;
- Fin mai : Musiques métisses ;
- Fin août : festival du film francophone ;
- Fin septembre : Circuit des Remparts ;
- Début octobre :  Courant3D [103]
- Fin octobre : Piano en Valois ;
- Fin novembre : Gastronomades ;
- Début novembre : Le Grand Festival de la Danse[104].

### Gastronomie
La gastronomie angoumoisine est peu différente de la gastronomie charentaise en général. On y retrouve le grillon charentais, sorte de rillettes à la texture plus épaisse, les « cagouilles », nom local des escargots, souvent servis cuits au pineau des Charentes, et les plats à base des alcools locaux, le pineau et le cognac.

### Vie militaire
Unités actuellement en garnison à Angoulême :
- 1er régiment d'infanterie de marine ;
- 515e régiment du train.

Unités militaires ayant été en garnison à Angoulême :
- 107e régiment d'infanterie, (avant) 1906-jusqu'à ? ; 1939-1940 ;
- 21e régiment d'artillerie, 1906 ;
- 34e régiment d'artillerie, 1906 ;
- 41e régiment d'artillerie divisionnaire, 1939-1940 ;
- 502e régiment de chars de combat, 1939-1940.

### Films et séries tournés à Angoulême
- Blanche et Marie de Jacques Renard avec Miou-Miou et Sandrine Bonnaire, tourné à Angoulême et Rouillac, sorti en 1985 ;
- L'Enfant de l'aube avec Thierry Lhermitte tourné a Angoulême et Cognac ;
- La maison des enfants de et avec Sandrine Bonnaire tourné a Angoulême en 2002 (série) ;
- SOS 18 tourné à Angoulême et les alentours ;
- Père et Maire tourné dans les communes d'Angoulême et Magnac-sur-Touvre (dans la série, Angoulême est appelé Ville-Grand) ;
- Mon fils d'ailleurs de Williams Crépin, avec Clémentine Célarié, en 2004 ;
- Et toi, t'es sur qui ? de Lola Doillon, en 2007 ;
- Mammuth de Benoît Delépine et Gustave Kervern ;
- Aux quatre vents de Jacques Doillon ;
- Mourir d'aimer de Josée Dayan, avec Muriel Robin ;
- Au bas de l'échelle d'Arnaud Mercadier, avec Vincent Elbaz, Claude Brasseur, Bernadette Lafont et Helena Noguerra ;
- Victoire Bonnot avec Valérie Damidot et Shirley Bousquet tourné au collège-lycée Saint-Paul ;
- Les Mensonges de Fabrice Cazeneuve avec Hippolyte Girardot et Marilyne Canto, tourné à Angoulême et Puymoyen, diffusé en 2010 ;
- Code Lyoko Évolution, tourné mi-2012 au lycée Guez de Balzac ;
- Le Grand Soir tourné à Angoulême et à la ZAC des Montagnes de Benoît Delépine et Gustave Kervern avec Albert Dupontel et Benoît Poelvoorde, 2012 ;
- Indiscrétions de Josée Dayan avec Muriel Robin, tourné pendant l'été 2013 à Angoulême, Saint-Même-les-Carrières et Bassac, diffusé en novembre 2013 ;
- Hard Corner : film de Benjamin Daniel, tourné en 2014.
- Lola et ses frères de Jean-Paul Rouve, en 2017.
- La Loi de... Marion, téléfilm avec Sandrine Bonnaire tourné en 2018.
- The French Dispatch, film de Wes Anderson tourné en 2018.

### Personnalités liées à la commune
Nées à Angoulême :
- Isabelle Taillefer (1186-1246), dite Isabelle d'Angoulême. Dernière descendante de la lignée des comtes Taillefer d'Angoulême, elle devint reine d'Angleterre en 1200 par son mariage avec Jean sans Terre.
- Jean d'Orléans (1400-1467), le « bon comte Jean d'Angoulême ». Petit-fils du roi Charles V de France, fils du duc Louis d'Orléans et de Valentine Visconti, frère du célèbre poète Charles d'Orléans et grand-père du roi François Ier, le Comte Jean a laissé le souvenir d'un homme sage, instruit et très religieux. Après 32 années de captivité en Angleterre, il s'installa dans son comté à Angoulême puis à Cognac. À l'issue de la guerre de Cent Ans, il entreprit dans ses terres une œuvre de reconstruction. Sa popularité fut immense, ce qui explique le qualificatif de « bon comte ». Il repose dans la cathédrale Saint-Pierre d'Angoulême depuis 540 ans.
- Mellin de Saint-Gelais, né vers 1491 et mort en octobre 1558, fut un poète français de la Renaissance, qui eut les faveurs de François Ier.
- Marguerite d'Angoulême, reine de Navarre, mécène et femme de lettres, sœur aînée de François Ier, connue localement sous la dénomination de « Marguerite de Valois » par sa naissance ou « Marguerite de Navarre » par son mariage.
- Hélie du Tillet, maire d'Angoulême en 1502, père de l'historien Jean du Tillet.
- André Thévet (1504-1592), explorateur et écrivain. Il rapporta du Brésil « l'herbe angoumoisine » ou tabac, introduit plus tard à la cour de France par Jean Nicot.
- François Ravaillac (1578-1610), assassin du roi Henri IV.
- François Garasse (1585-1631), auteur de La Doctrice curieuse des beaux esprits de ce temps — ou prétendus tels.
- Jean-Louis Guez de Balzac (1597-1654), écrivain.
- Théodore Janssen (1658-1748), 1er baronnet de Wimbledon, financier et homme politique britannique.
- Marc-René de Montalembert (1714-1800), militaire et diplomate, créateur de la fonderie de Ruelle.
- Jean Brun (1726-1796), homme politique, député de la Charente à la Convention.
- Jean-Baptiste Vallin de La Mothe (1728-1799), l'un des architectes préférés de l'impératrice Catherine II de Russie. L'église Sainte-Catherine, le Petit Ermitage (aujourd'hui musée de l'Ermitage) et l'Académie impériale des beaux-arts de Saint-Pétersbourg comptent parmi ses chefs-d'œuvre.
- Guillaume Resnier (1729-1811), général français et l'un des pionniers de l'aviation et du vol à voile, né et mort à Angoulême.
- François Bareau de Girac (1730-1820), évêque de Rennes avant la Révolution.
- André de Resnier (1734-1794), général des armées de la République.
- Charles-Augustin Coulomb (1736-1806), physicien français, on a donné son nom à l'unité de charge électrique.
- Antoine Dubois de Bellegarde (1738-1824), révolutionnaire et un homme politique, député de la Charente à la Convention nationale.
- Jean Guimberteau (1744-1812), magistrat et homme politique, député à l'Assemblée nationale législative et à la Convention, membre du Conseil des Cinq-Cents.
- Pierre-Mathieu Joubert (1748-1815), curé, député du clergé du tiers état, évêque constitutionnel de la Charente.
- Jean Desprez (1752-?), homme politique, député de la Charente au Conseil des Cinq-Cents.
- Cybard Florimond Gouguet (1752-1831), général des armées de la République et de l'Empire.
- Jean Nestor de Chancel (1753-1794), général guillotiné pendant la Terreur.
- Jean Rivaud (1755-1803), général des armées de la République, né et mort dans la commune.
- Pierre Auzone Chancel (1756-1849), homme politique, député de la Charente de 1802 à 1815.
- Pierre-Jacques Maulde de Loisellerie (1758-1811), homme politique, député à l'Assemblée législative, puis à la Convention en 1792.
- Pierre Jean-Baptiste Descordes (1760-1836), député de la Charente de 1820 à 1827.
- Jean Chemineau (1771-1852), né à Grelet, général des armées de la République et de l'Empire.
- Pierre Callandreau (1772-1845), homme politique, député de la Charente pendant les Cent-Jours, en 1815.
- Alexandre René Gabriel de Terrasson de Montleau (1773-1842), député de la Charente de 1824 à 1827.
- Besson-Bey (1782-1837), de son vrai nom Jean-Victor Besson, vice-amiral et major-général de Méhémet Ali en Égypte.
- Philippe Albert (1788 à Angoulême - 1868 à Paris), homme politique.
- Frédéric Brisson (1821-1900), pianiste et compositeur.
- Jules Trousset (1842-1905?), encyclopédiste, historien et géographe.
- Octave Callandreau (1852-1904), astronome.
- Raoul Verlet (1857-1923), sculpteur français.
- Edmond Durandeau (1878-1960), architecte français.
- Gaston Boucart (1878-1962), peintre, né et mort à Angoulême.
- Lucie Valore (1878-1965), peintre, née à Angoulême, y a épousé Maurice Utrillo en 1935.
- René Sudre (1880-1968), journaliste scientifique.
- Paul Iribe (1883-1935), dessinateur et décorateur français considéré comme l'un des précurseurs de l'art déco.
- Joseph Trigeaud (1903-1946), officier des Forces aériennes françaises libres, Compagnon de la Libération.
- Robert Couturier (1905-2008), sculpteur.
- Paul Cognasse (1914-1993), artiste peintre, verrier, et sculpteur.
- Maurice Duverger (1917-2014), juriste, politologue et professeur de droit français, spécialiste du droit constitutionnel.
- Jacques Mitterrand (1918-2009), général de l'armée de l'air et administrateur de sociétés.
- Pierre Desgraupes (1918-1993), journaliste et dirigeant d'une chaîne de télévision.
- Jacques Dassié (1928-2024), archéologue français.
- Jean-Pierre Audour (1936-2017), publicitaire.
- Philippe Marchand, né le 1er septembre 1939 et mort le 10 janvier 2018, ministre de l'intérieur (1991-1992).
- Jean-Pierre Paranteau, né en 1944, ancien coureur cycliste professionnel français.
- Louis Marmoz, né en 1944, professeur d'université, spécialiste des sciences de l’éducation, éditeur et directeur de publications scientifiques.
- Christian Mousset, né en 1944, ancien directeur du festival Musiques Métisses, fondateur des labels Label Bleu et Marabi, commandeur des arts et lettres.
- Jean-Michel Boucheron, né en 1946, homme politique et député-maire d'Angoulême.
- Claude Arpi, né en 1949, écrivain et journaliste français.
- Guillaume Faye (1949-2019), essayiste, journaliste et théoricien politique français.
- Dominique Bagouet (1951 – 1992), danseur et chorégraphe français de danse contemporaine.
- Florence Reynaud, (1954-2025), romancière pour la jeunesse.
- Jean-Louis Gauthier, né en 1955, coureur cycliste français.
- Jean-Jacques Eydelie, né en 1966, joueur professionnel de football.
- Bruno Maïorana, né en 1966, dessinateur de bande dessinée.
- Claire Désert, née en 1967, pianiste, professeur au CNSM de Paris.
- Maryline Martin, née en 1967, écrivaine.
- Fabrice Landreau, né en 1968, joueur de rugby à XV.
- Fabien Foret, né en 1973, pilote de moto français.
- Ludovic Mercier, né en 1976, joueur de rugby à XV.
- Amandine Bourgeois, née en 1979, chanteuse.
- Laurence Arné, née en 1982, comédienne.

Liées à Angoulême :

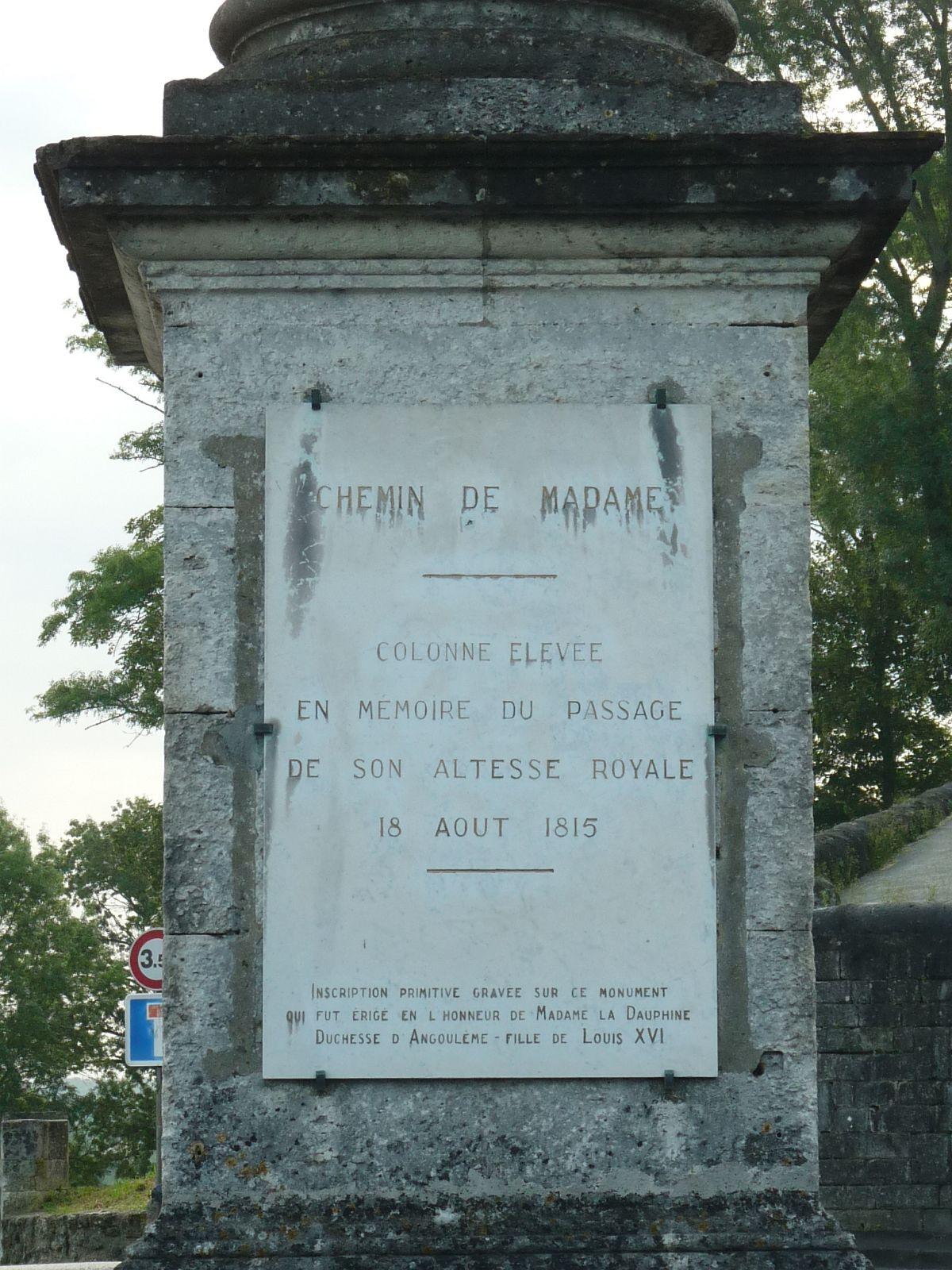
Colonne de la duchesse d'Angoulême (1815), fille de Louis XVI.

- Saint Cybard (début VIe siècle-581), « diacre et reclus » selon ses propres termes, il mourut en odeur de sainteté à Angoulême.
- Ausone d'Angoulême ou saint Ausone, premier évêque d'Angoulême.
- Adémar de Chabannes ou Ademarus Engolismensis (v. 989-1034), prêtre, chroniqueur et compositeur français de l'abbaye Saint-Martial de Limoges et de l'abbaye Saint-Cybard d'Angoulême.
- Girard II (XIIe siècle), évêque fondateur de la cathédrale Saint-Pierre d'Angoulême, il fut déclaré schismatique ; il repose en ladite cathédrale.
- François Ier (1494-1547), comte d'Angoulême avant son accession au trône.
- Honoré de Balzac, candidat aux élections de 1831 dans la ville de son égérie[105].
- Jean-Louis de Nogaret de La Valette (1554-1642), duc d'Épernon, gouverneur d'Angoumois, mignon du roi Henri III de France.
- Jean Thévet de Lessert (1737-1822), général des armées de la République, y est mort.
- Jacques Martin de Bourgon (1742-1820), général des armées de la République, y est mort.
- Pierre Étienne Petitot (1752-1807), général des armées de la République et de l'Empire, y est mort.
- Olivier Macoux Rivaud de La Raffinière (1766-1839), général des armées de la République et de l'Empire, y est mort.
- François Antoine Teste (1775-1862), général de division, pair de France, mort à Angoulême.
- Zulma Carraud (1796-1889), écrivaine, dont le mari, le commandant Carraud, fut nommé inspecteur de La Poudrerie d'Angoulême après la révolution de 1830. Le couple avait une propriété proche d'Angoulême où il vécut jusqu'en 1834, accueillant fréquemment l'auteur de La Comédie humaine. C'est là qu'Honoré de Balzac, écrivit La Grenadière en une nuit[106]. Le quartier de L'Houmeau est aussi le lieu de naissance d'un des plus célèbres personnages de Balzac : Lucien Chardon, devenu ensuite Lucien de Rubempré dans Illusions perdues et dans Splendeurs et misères des courtisanes.
- Paul Abadie (1812-1884) construisit les églises Saint-Martial, Saint-Ausone, la chapelle du lycée, restaura l'ancien château pour le transformer en hôtel de ville, et la cathédrale Saint-Pierre.
- Alfred Renoleau (1854-1929), faïencier, son usine était à Angoulême.
- Léon Roger-Milès (1859-1928), historien, critique d'art, mort à Angoulême.
- Paul Valéry (1871-1945), écrivain, académicien, a visité les remparts où il existe une plaque : « Paul Valéry s'est arrêté ici le 9 décembre 1931 : Ô récompense après une pensée, qu'un long regard sur le calme des dieux ».
- Lucien Loizeau (1879-1978), général, gouverneur militaire de Metz, grand-croix de la Légion d'honneur.
- René Olry (1880-1944) commanda l'armée des Alpes durant la campagne de France du 5 décembre 1939 au 25 juin 1940, date de l'armistice franco-italien ; il est mort à Angoulême.
- Marcellin Leroy (1884-1958), industriel et fondateur du groupe Leroy-Somer.
- François Mitterrand (1916-1996), président de la République française de 1981 à 1995, né le 26 octobre 1916 à Jarnac (Charente) a effectué ses études secondaires au collège Saint-Paul d'Angoulême.
- Henri Thébault (1921-1986), homme politique et député-maire d'Angoulême.
- René Chabasse, né le 9 avril 1921, résistant français tué le 21 février 1944 à Angoulême par un soldat allemand.
- Lindsay Anderson (1923-1994), réalisateur britannique, auteur du film If…. (1969) qui obtint la Palme d'or à Cannes, mort à Angoulême.
- Francis Groux (né en 1934), personnalité culturelle, cofondateur du festival international de la bande dessinée.
- Jean Mardikian (né en 1935), personnalité politique et culturelle, cofondateur du festival international de la bande dessinée.
- Marie Amalia (1961-), artiste peintre, vit à Angoulême.
- Eudes d'Orléans, « duc d'Angoulême », né en 1968.
- Aude Soleilhac (1981-), autrice de bande dessinée, a étudié à Angoulême et y vit toujours.
- Benjamin Daniel "Benzaie" (1987-) auteur de la série et du film Hard Corner réalisé à Angoulême.

### Héraldique, devise
| Blason | Blasonnement : D'azur à la porte de ville flanquée de deux tours d'argent, maçonnée de sable, surmontée d'une fleur de lys d'or, surmontée elle-même d'une couronne royale fermée du même. Commentaires : accompagné de la devise : « FORTITUDO MEA CIVIUM FIDES » (Ma force est dans la fidélité de mes citoyens) (même devise que Périgueux). Évolution du blason - Le premier blason connu se blasonne : D'azur semé de fleurs de lys d'or, à la porte de ville de deux tours d'argent brochant sur le tout. - Sous Philippe V, en 1317 : les deux tours passent à trois. - Sous Charles VI, en 1381 on trouve : D'azur semé de fleurs de lys d'or, à la bande componnée d'argent et de gueules brochant sur le tout, pour brisure. La porte à trois tours passe en ornement extérieur. - Sous Charles VII, en 1452, la brisure change pour un lambel à trois pendants, celui du milieu aigu (pointu). - Au XVIe siècle, la porte à deux tours réapparaît surmontée d'une fleur de lys d'or. - En 1850 une étoile remplace la fleur de lys, qui réapparaît en 1855. - Au XXe siècle, rajout de la couronne. |